# Binsfeld (Speyer)

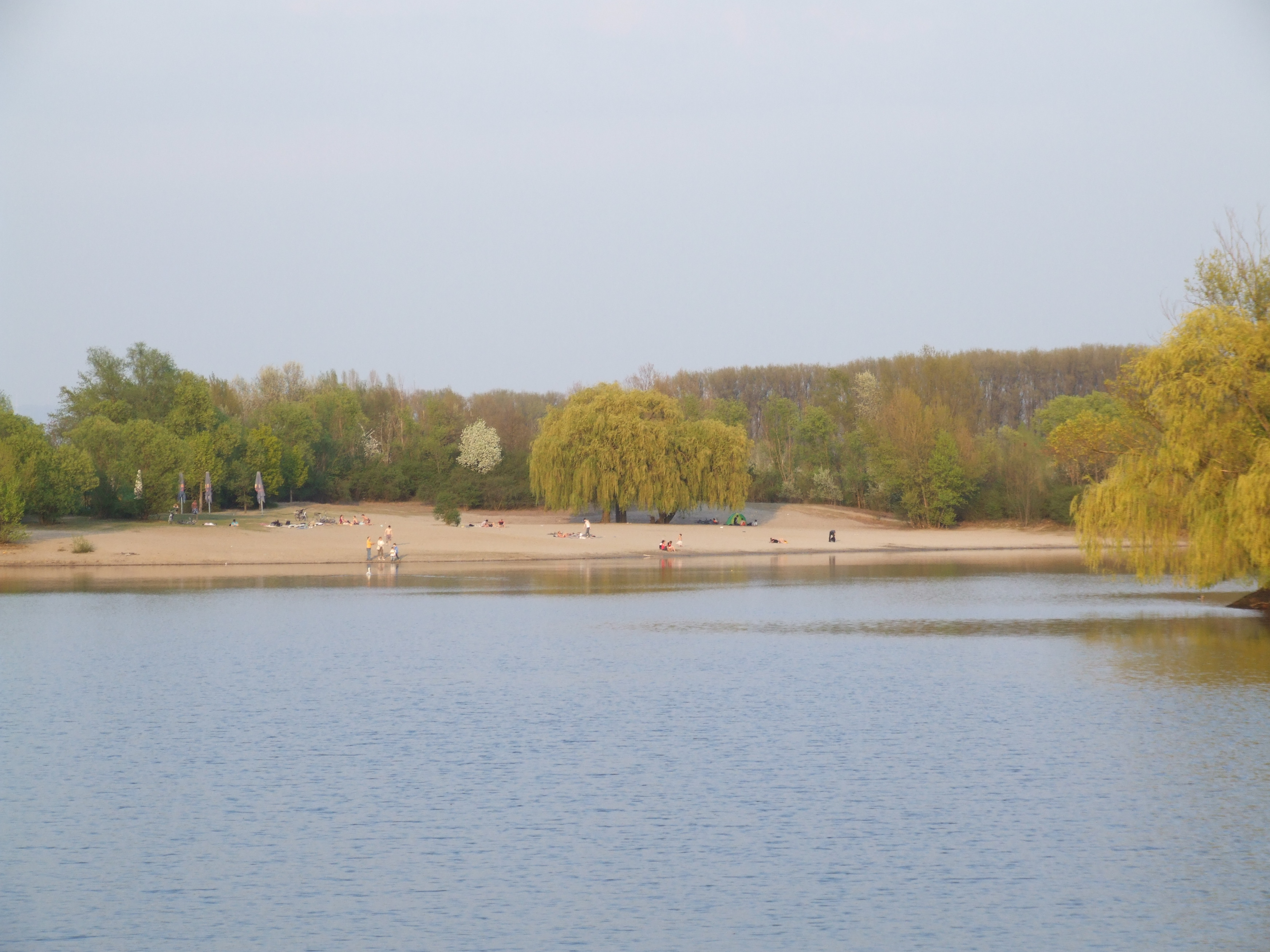
Der Hauptstrand des Seengebietes Binsfeld an der Nordseite des gleichnamigen Sees Binsfeld

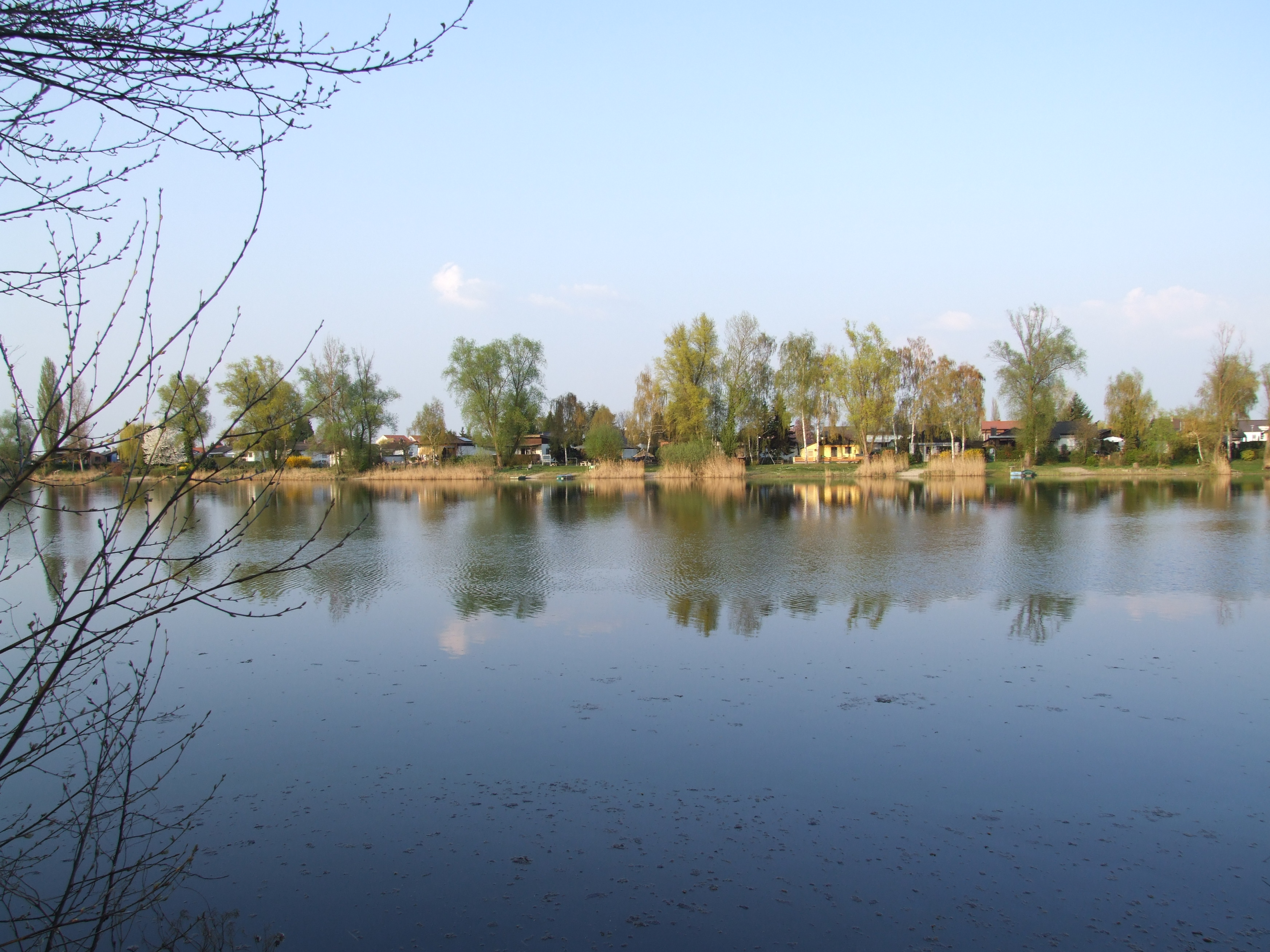
Speyerlachsee: Blick auf das mittlere Ostufer. Hinter einem öffentlichen Uferstreifen liegt eine versetzt gebaute Doppelreihe Häuser

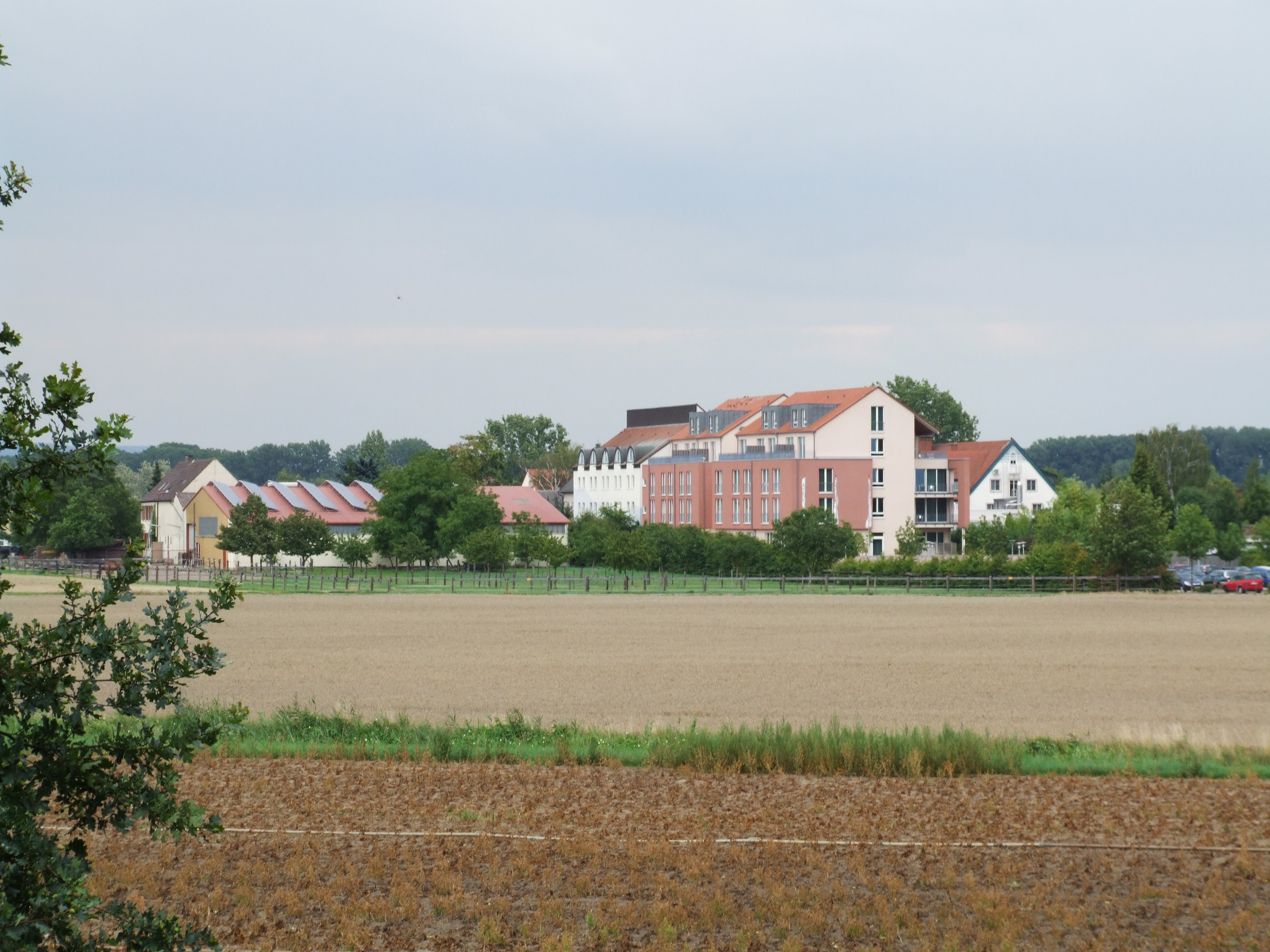
Der nördlichste Teil der Bebauung: Die ehemalige Gehöftgruppe Binshof, jetzt links ein aktiver Bauernhof, rechts der Hotelkomplex eines Tagungs- und Wellnesshotels

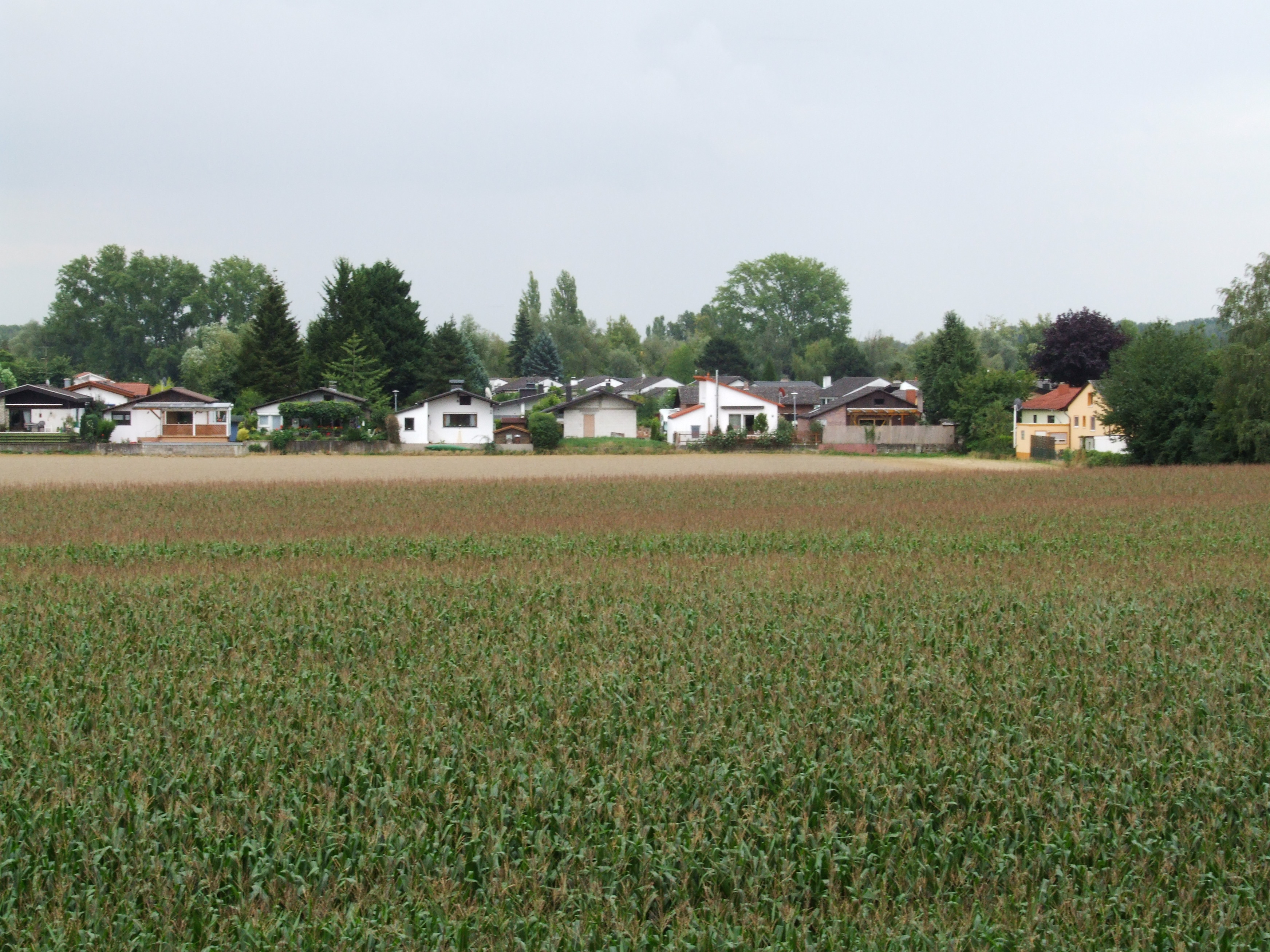
Häusergruppe an der Straße Binsfeld zur Feldflur hin

Binsfeld ist der Name der Rheinniederung nördlich der Bundesautobahn 61, die geprägt ist von acht eng zusammenliegenden Baggerseen und überwiegend zum Stadtteil Speyer-Nord der Stadt Speyer gehört, während der nördlichste Teil zur Gemarkung von Otterstadt gehört.
Den Namen Binsfeld tragen innerhalb dieses Gebiets auch ein ehemaliges Flurstück, der heute dort ausgebaggerte zentral gelegene See Binsfeld, ein dort befindliches Baugebiet von etwa 250 Häusern (Gebiet des Bebauungsplans Binsfeld III) und die überwiegend bebaute Straße Binsfeld, die das Gebiet in Nord-Süd-Richtung erschließt.
Nach Jahrzehnten der intensiven Kiesgewinnung wird das Gebiet heute mit Ausnahme des nördlichen Teils aus Feldern, einigen Kleingärten und einem Fußballplatz des Tura Otterstadt, geprägt von Baggerseen.
Von den dortigen acht Baggerseen, dem Speyerlachsee, dem Mondsee, dem Sonnensee, dem Biersiedersee und dem Silbersee sind die drei größten Seen, Binsfeld, der Kuhunter und der Gänsedrecksee, zu einem See verbunden. An einigen Baggerseen besteht ein geschlossenes Gebiet von ca. 250 Häusern, die überwiegend zum Wohnen, teils zu Wochenendzwecken genutzt werden.
Die Rheinniederung besteht aus alluvialen und holozänen Ablagerungen.
Mit Ausnahme des leicht höheren Geländes im nördlichen Teil war das ganze Binsfeld vor dem Kiesabbau geprägt von sumpfigen mit Binsen bestandenen Wiesen. Das erklärt den Flurnamen Binsfeld, der auf das ganze Gebiet, den auf dem Flurstück ausgebaggerten See und das Baugebiet an den Seen überging.
Im nördlichen Bereich lag eine Gehöftgruppe namens Binshof.

## Abgrenzung, Gliederung und Umgebung des Gebietes

### Der Westen und Nordwesten, Speyerlache
Das Gebiet wird begrenzt im Westen von einem deutlichen Höhenversprung, der das Hochgestade von der Rheinniederung abgrenzt. Das Hochgestade verspringt in Richtung Otterstadt nordöstlich bogenförmig Richtung Rhein, wobei das Hochgestade Richtung Osten an Höhe verliert, um am Ortsende von Otterstadt in die Rheinniederung überzugehen. Dieser Bogen entspricht einem verlandeten Altrheinarm, der Speyerlache, der einst das Hochgestade annagte. Der südliche Teil dieses einstigen Altrheinarmes ist heute als Speyerlachsee wieder wasserführend.

### Der Norden, Binshof
Die Kreisstraße 2 verläuft in Ost-West-Richtung südlich der Baugrenze von Otterstadt. Von ihr zweigt vom Hochgestade in die Rheinniederung in südlicher Richtung eine einfache asphaltierte Straße ab, die das Binsfeld mit der Gehöft- und Hotelgruppe Binshof und das Baugebiet Binsfeld zu erschließt. Einer der Bauernhöfe wurde – stark erweitert – in ein Hotel umgewandelt, zu dessen Gunsten ein eigener Bebauungsplan geschaffen wurde, der zweimal entsprechend der Wünsche der Investoren erweitert wurde. Eine riskante Kreditvergabe in Höhe von 95 Millionen DM, die für das Hotelprojekt Binshof von 1993 bis 1995 dem ursprünglichen Investor genehmigt worden war, war mit ein Grund dafür, dass die Sparkasse Mannheim Ende der 1990er Jahre in eine finanzielle Schieflage geriet. Nördlich des Wellnesshotels existiert heute noch ein aktiver Bauernhof.
Im Norden begrenzt nach Auslaufen des Hochgestades die Kreisstraße 2 (K2), die nach Osten auf den Rheinhauptdeich zusteuert, das Binsfeld.

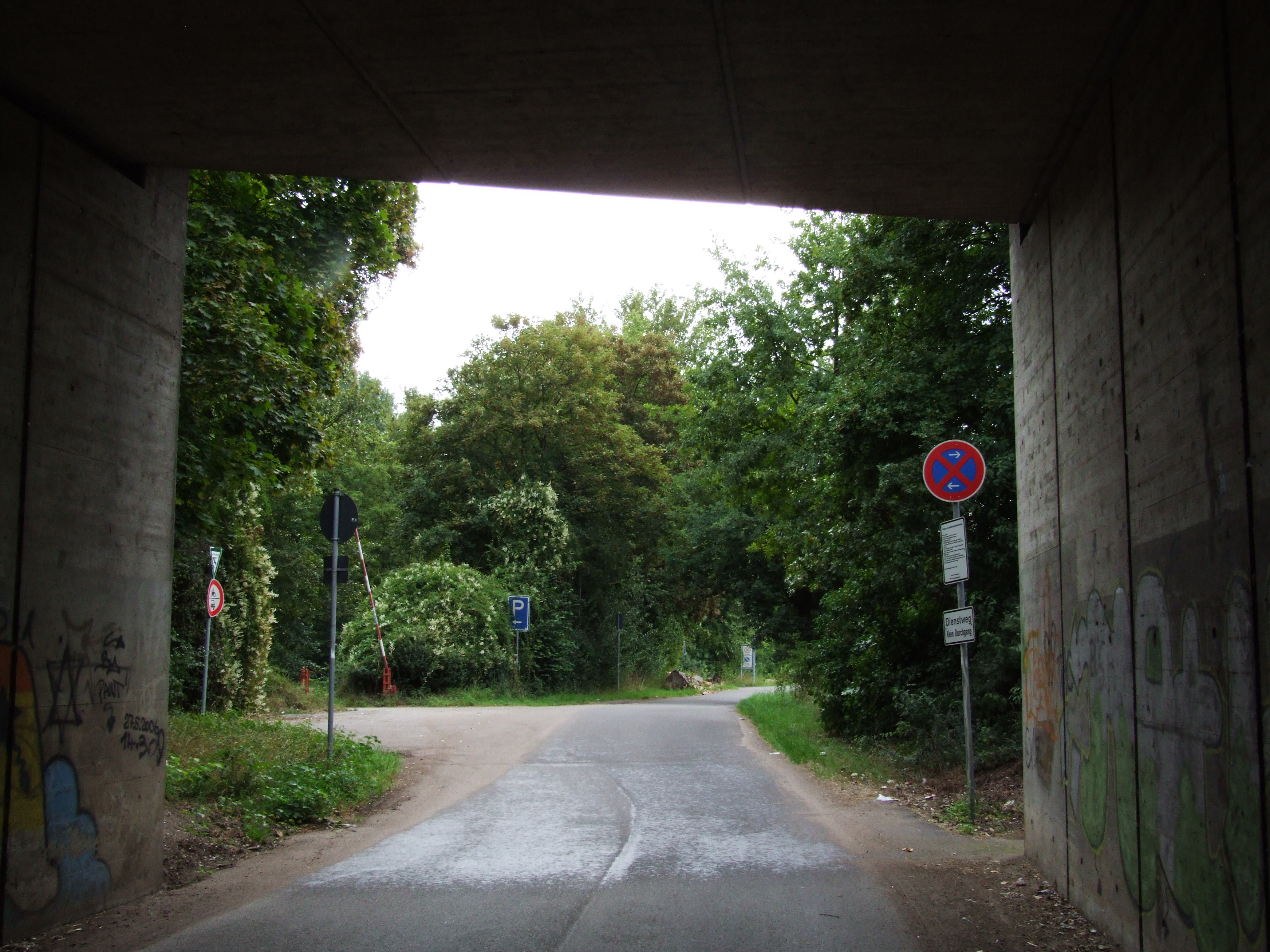
Zwei Brücken unterqueren den Fahrdamm der Bundesautobahn 61 zwischen Hochgestade und Rheinbrücke Speyer, die südliche Grenze des Gebietes. Diese hier unterquert die A 61 direkt unterhalb des Hochgestades. Vor der Südseite der Brücke haben sich der asphaltierte Feldweg, der auf der Südseite des Autobahndammes von der Waldseer Straße in Speyer-Nord bis zur Kreisstraße am Rheinhauptdeich verläuft, mit dem vom Spitzrheinhof und weiter vom Otterstadter Weg kommenden Feldweg gekreuzt. Links zu sehen eine der beiden Schranken zum großen südlichen öffentlichen Parkplatz

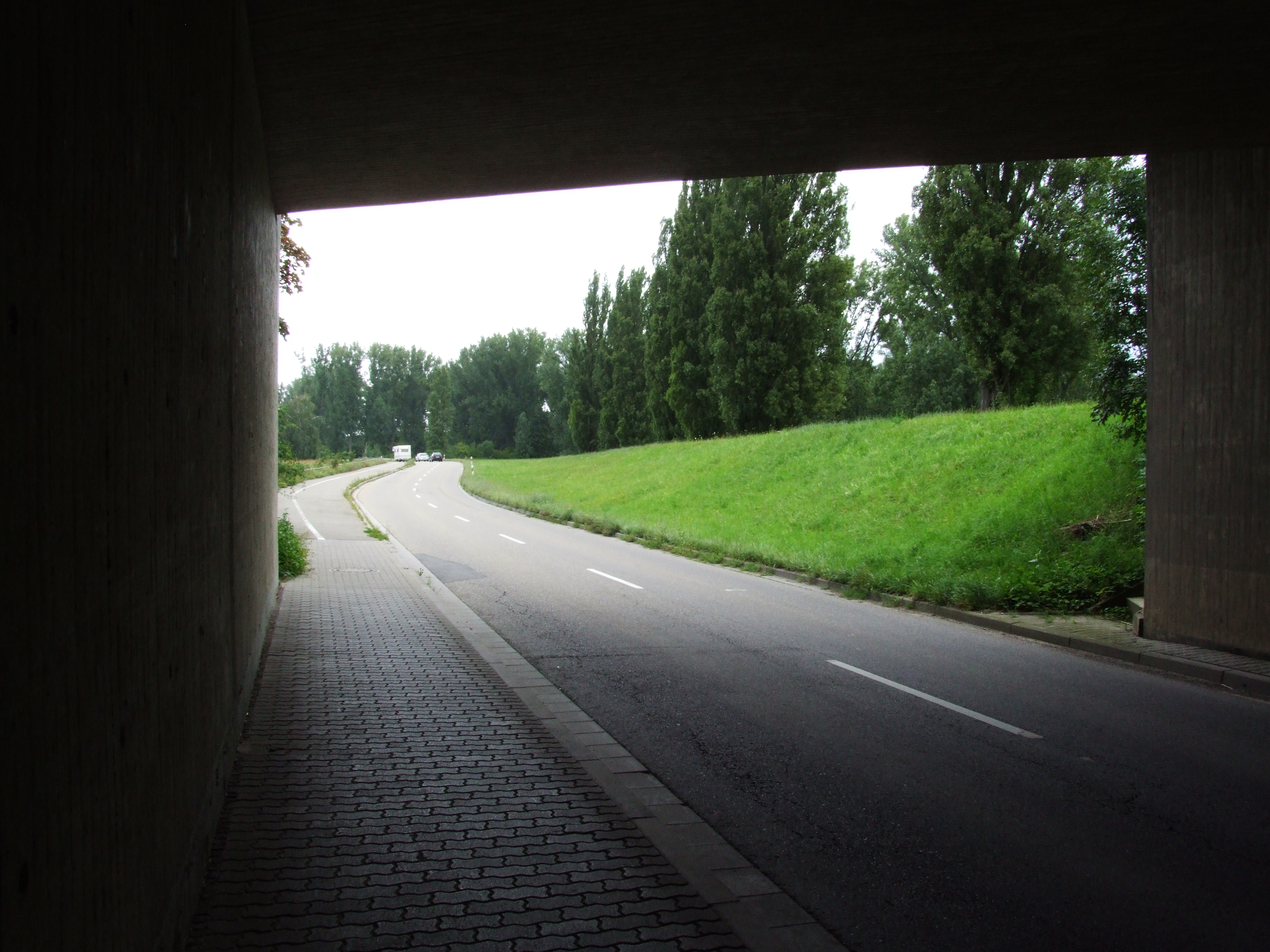
Zwei Brücken unterqueren den Fahrdamm der Bundesautobahn 61 zwischen Hochgestade und Rheinbrücke Speyer. Diese hier dient der Kreisstraße 2, die von Speyer kommend entlang des Rheinhauptdeiches verläuft, hier unter der Autobahn durchgeführt wird und nach der Unterquerung auf den rechts zu sehenden Rheinhauptdeich aufsteigt, dem sie folgt, bis sie nach Otterstadt abknickt.

### Der Westen
Mit Erreichen des Rheinhauptdeiches, der die östliche Begrenzung des Gebietes darstellt, biegt die K2 nach Süden ab und verläuft auf dem Deich. Rheinhauptdeich und K2 begrenzen das Binsfeld nach Osten. Am Knick der K2 und einige hundert Meter südlich befinden sich zwei Zugänge zu einer großen Kasernenanlage, die in das Auengebiet Angelhofer Altrhein eingebaut wurden. Früher war der südliche Teil eine französische Kaserne, das Quartier Riberpray, der nördliche Teil eine Außenstelle der deutschen Kurpfalz-Kaserne. Heute werden beide Teile vom deutschen Spezialpionierbataillon 464 genutzt. Kurz bevor die K2 die A 61 schneidet wird sie vom Rheinhauptdeich heruntergeführt und unterquert sie direkt neben dem Deich.

### Der Süden
Im Süden wird das Gebiet von der A 61 begrenzt, die auf einem Fahrdamm geführt wird, der das Hochgestade im Westen mit der Autobahnbrücke Speyer im Osten verbindet. Etwa in der Mitte des Autobahnstücks befindet sich der Rastplatz Binshof. Früher wurde der Platz im Sommer von LKW-Fahrern oft genutzt um sich im See zu erfrischen. Durch hohe Zäune wird das jetzt unterbunden. Der Kies für den Fahrdamm wurde im Speyerlachsee gewonnen. Zwei Brücken unterqueren den Fahrdamm der Bundesautobahn 61 zwischen Hochgestade und Rheinbrücke Speyer und stellen die beiden südlichen Tore zum Binsfeld dar. Die eine, die zur Straße Binsfeld wird, direkt am Hochgestade, die andere für die Kreisstraße 2 am Rheinhauptdamm.
Südlich des Kuhunter verläuft ein gesperrter Feldweg zwischen Anglerstubb und Kreisstraße 2. Südlich der Südwestecke des Kuhunter befindet sich ein Dreieck zwischen diesem Feldweg, der K2 und dem Fahrdamm der Bundesautobahn 61. Dort wird Ackerbau betrieben. Südlich der Stelle, wo der Feldweg auf die K2 und damit den Rheinhauptdeich trifft, befindet sich in diesem Dreieck ein Pumpwerk zur Entwässerung der nördlichen Rheinniederung von Speyer.

## Die Seen

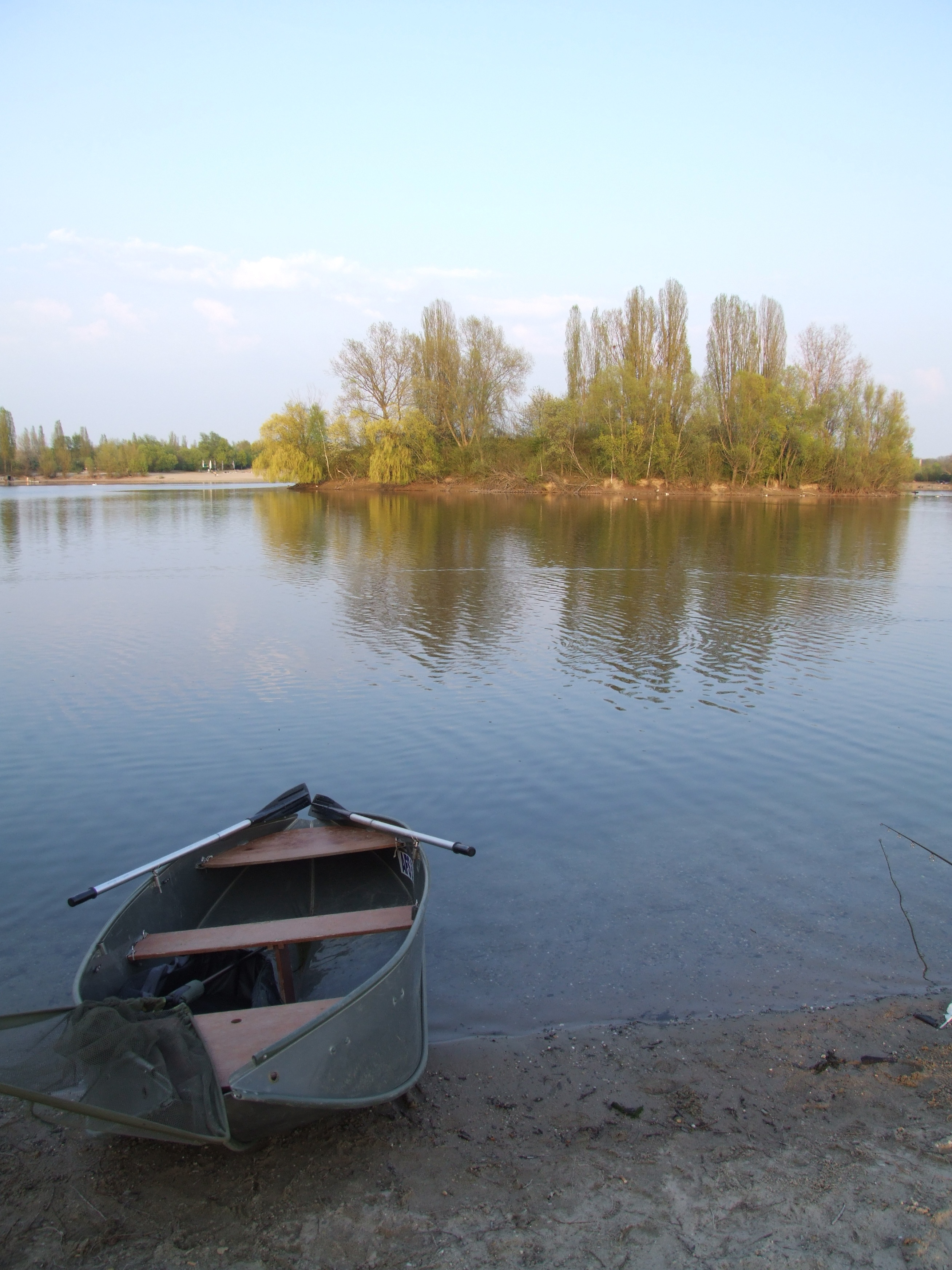
Blick vom Strand am Westufer des zentralen Sees Binsfeld auf die in diesem See gelegene Insel. Diese darf aus Gründen des Vogelschutzes nicht betreten werden. Auf und um die Insel halten sich tagsüber meist zahlreiche Wasservögel auf. Einige Arten nutzen die Insel als Schlaf- und Nistplatz.

### Binsfeld
Im 20 ha großen und maximal 19 Meter tiefen See Binsfeld dem Zentrum der Seenlandschaft Binsfeld, befindet sich eine Insel mit reichem Wasservogelleben. Tagsüber hält sich dort vor allem eine große Kolonie Kanadagänse auf. Die Insel wird Vogelinsel genannt, hat offiziell aber keinen Namen. Das flache sandige Nordufer des Binsfeld ist heute der am stärksten frequentierte Badestrand. Dort befindet sich auch ein Kiosk und eine Toilettenanlage. An diesem Standort war bis zum Ende des Kiesabbaus die Kiesverladestation.
Das Ostufer des Binsfeld, eine Landzunge, trennt diesen vom Gänsedrecksee. Die dem Binsfeld zugewandte Seite der Landzunge ist als FKK-Bereich ausgewiesen.
Ein Plan dieses Gebiet nach Verpachtung an einen Privaten einzuzäunen und diesem zu erlauben, Eintritt zu verlangen rief in den 80er-Jahren erhebliche politische Kontroversen hervor. Der Vertrag wurde geschlossen, das Vorhaben scheiterte aber durch Bankrott des Pächters.

### Sonnensee

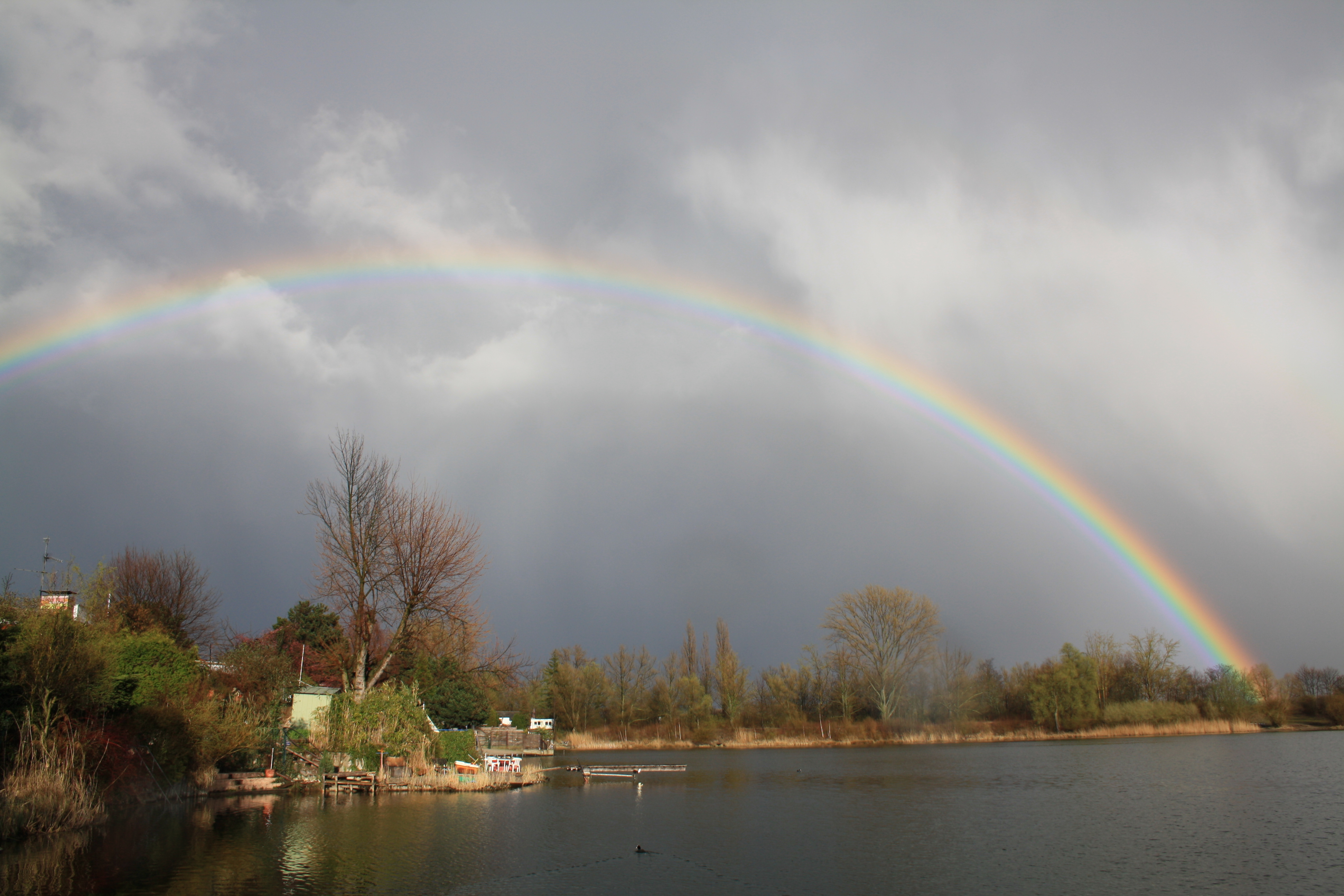
Regenbogen über dem Sonnensee

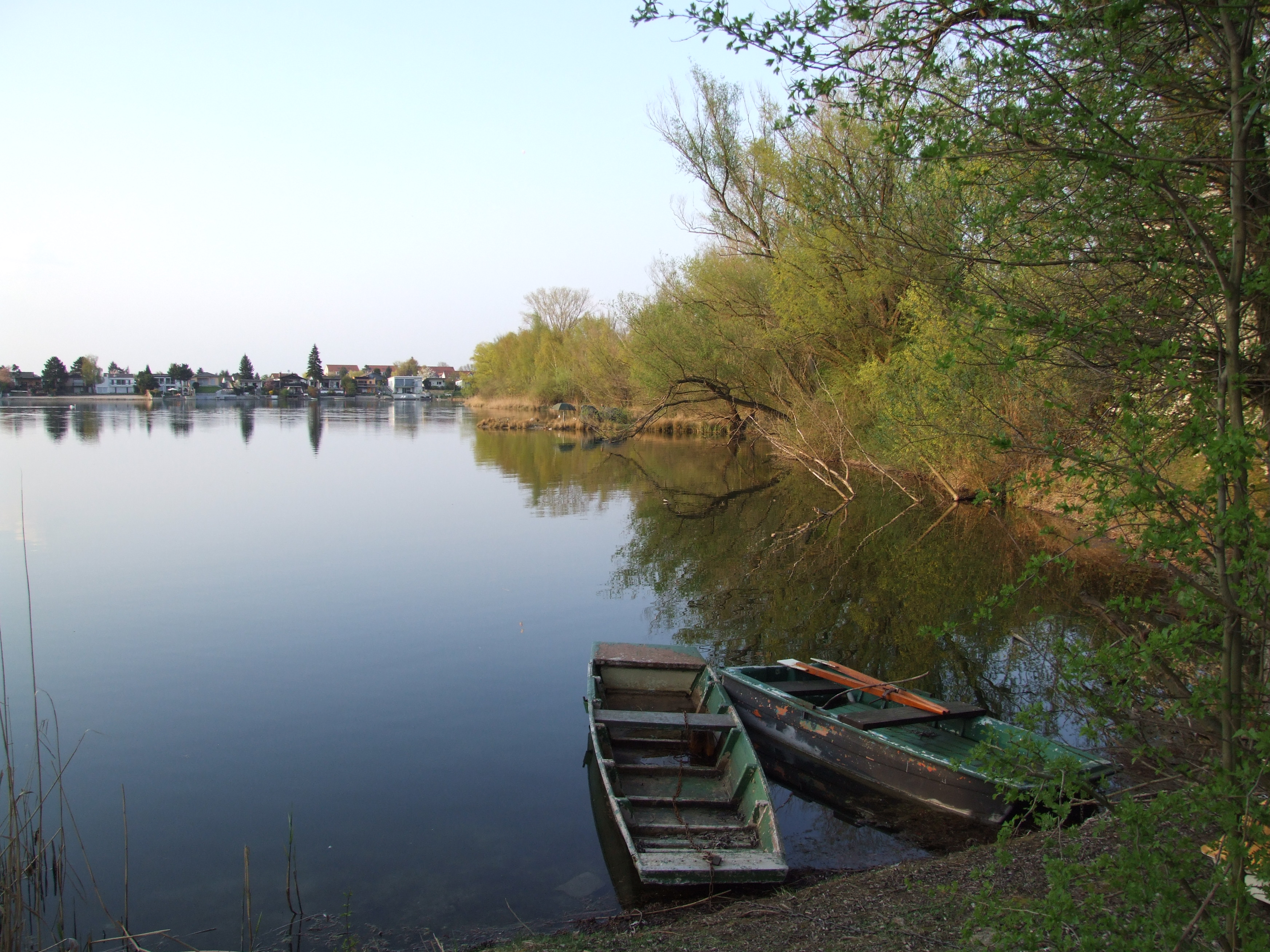
Südostecke des Sonnensees mit Blick auf das Nordufer

Der 4,5 ha große und max. 7 Meter tiefe Sonnensee, westlich des Sees Binsfeld, war der erste ausgebaggerte See im Binsfeld.
Sein Westufer war mit zunächst etwa 500 m² großen Grundstücken der erste Bauabschnitt des Baugebietes Binsfeld. Erschlossen werden die Häuser am Westufer von der Straße Binsfeld, lange ein Feldweg, die auf dieser Höhe zwischen Sonnensee und Speyerlachsee verläuft. Die Grundstücke wurden zuerst vermietet, dann als Erbbaurecht mit Bauverpflichtung vergeben und später an die Erbbauberechtigten verkauft. Zwischen der Häuserreihe und dem See sollte ursprünglich ein öffentlicher Weg verlaufen, der aber, da das Ufer sehr steil ist, erhebliche Erdarbeiten erfordert hätte. Der Uferstreifen wurde dann an die Hauseigentümer verkauft.
Am flachen Nordufer wurden später Grundstücke für 30 Jahre verpachtet und durchgehend bebaut. Die Hausreihe am Nordufer wird vom Wildentenweg erschlossen. Nach Ablauf der Mietverträge werden die Grundstücke mit Häusern verkauft.
Das mittlere flache Ostufer war früher der beliebteste öffentliche Badestrand, das Südufer naturbelassen. An der Südostecke befindet sich ein Kiosk und eine öffentliche Toilettenanlage, der gegenüber sich das Vereinsheim der DLRG befindet.
Zwischen Sonnensee und dem See Binsfeld nördlich des Kiosk wurde ein überbrückter Durchstich angelegt, der Fischen ermöglichen sollte, das flache Wasser des Sonnensees zum Laichen zu nutzen. Der Durchstich ist verlandet.

### Mondsee

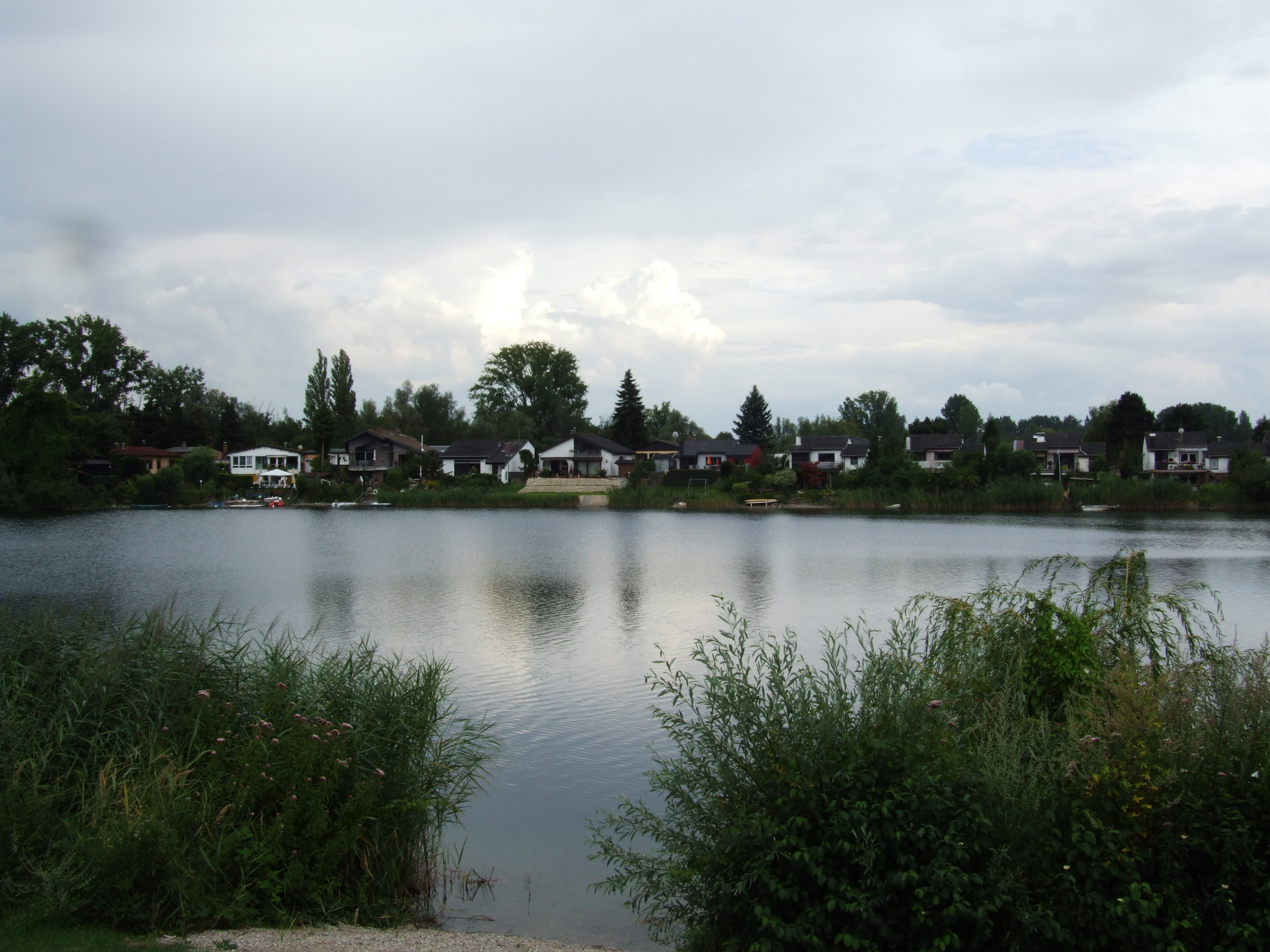
Mondsee: Blick auf das Südufer, das vom Wildentenweg erschlossen wird.

Der 7 ha große und max. 17 Meter tiefe Mondsee, nordwestlich vom See Binsfeld, ist am Ostufer, Südufer und Westufer bebaut. Am Nordufer besteht ein Privatstrand für die Dauermieter des nördlich gelegenen Dauercampingplatzes Lehr.
Das Ostufer ist von der Straße Binsfeld, das Südufer vom Wildentenweg, das Ostufer von der Straße Am Mondsee, das Nordufer von der Straße Germannswiese erschlossen. Die Straße Germannswiese ist in diesem Bereich eine Privatstraße.

### Biersiedersee (und die Straßen Biersiedersee und Biersiederstück)
Der 7 ha große und max. 15 Meter tiefe Biersiedersee, nördlich des Sees Binsfeld, hat seinen Namen von einem ausgebaggerten Flurstück, das einmal einem Biersieder gehörte. Auch die bebaute Straße, die das westliche Nordufer des Biersiedersees erschließt, heißt Biersiedersee.
Das Flurstück Biersiederstück war auch namensgebend für die beidseits bebaute Straße Biersiederstück, die von der Straße Binsfeld südlich abgeht und die Bebauung im Bereich des Westufers des Sees Binsfeld erschließt. Das bebaute Westufer wird von der Straße Am Mondsee erschlossen, die in Nord-Süd-Richtung zwischen Mondsee und Biersiedersee verläuft.

### Silbersee
Der 6 ha große und max. 13 Meter tiefe Silbersee, nördlich des Sees Binsfeld, liegt zwischen dem Biersiedersee im Westen und dem nördlichen Teil des Gänsedrecksees im Osten. Er ist zur Gänze an den Angel u. Fischzuchtverein vermietet. Nördlich des Silbersees ist ein großer öffentlicher Parkplatz, der zur Badesaison gebührenpflichtig ist. Er ist über die Kreisstraße 2 im Norden angeschlossen.

### Gänsedrecksee und Kuhuntersee

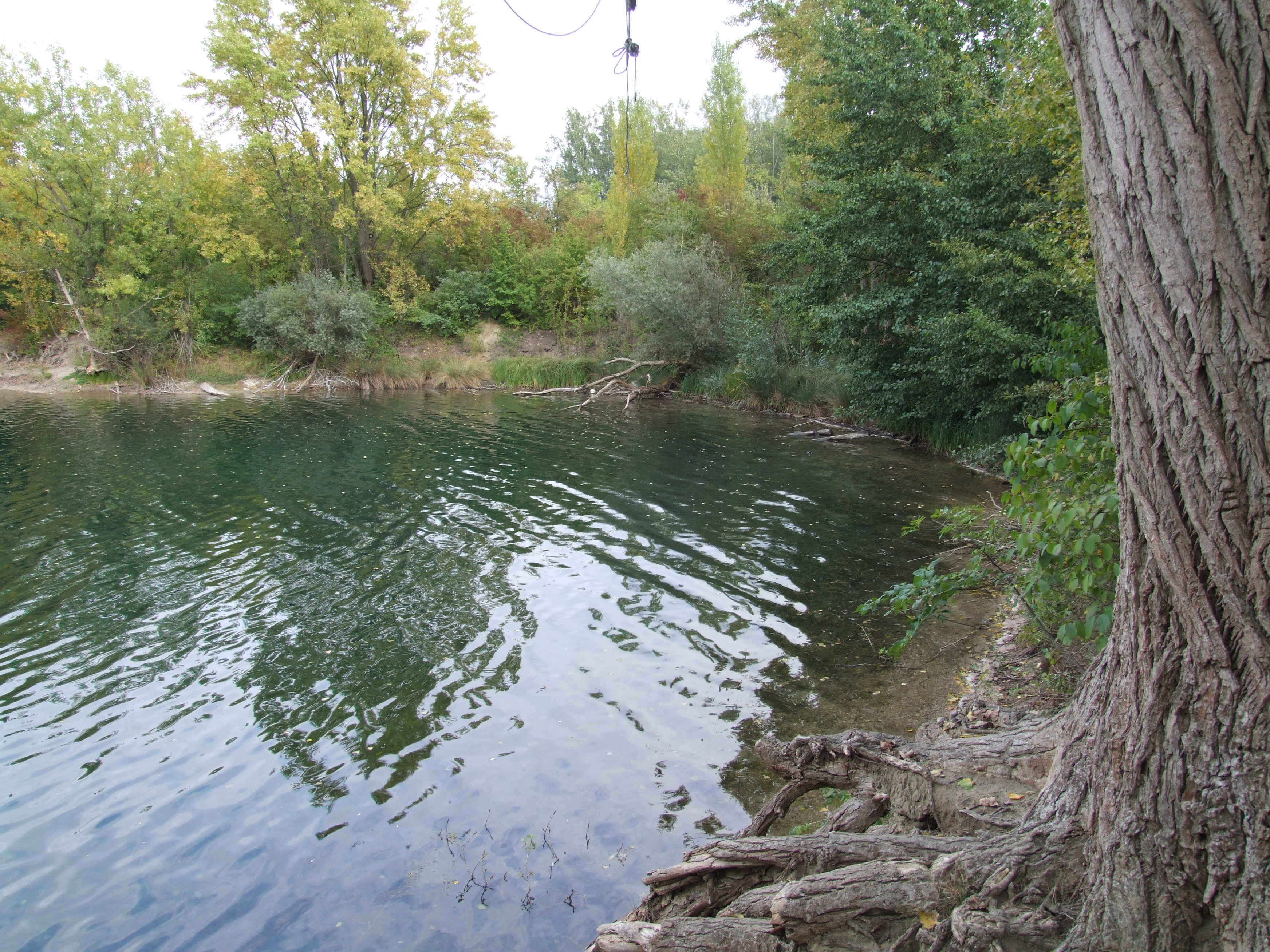
Südostecke des Kuhuntersee

Östlich von Silbersee im Norden und dem See Binsfeld befindet sich der Gänsedrecksee, der mit dem südlich davon gelegenen See Kuhunter verschmolzen ist.
Der Kuhuntersee ist nicht nur die südlich Fortsetzung des Gänsedrecksee, er verläuft auch nach Westen bis südlich des Sees Binsfeld.
Vom See Binsfeld trennt den Kuhunter eine Landzunge, die durch zwei Durchstiche, einen kleinen überbrückten am Westufer und einen größeren östlichen zur Insel geworden ist.
Die Ufer des Gänsedrecksees sind gänzlich dem Naturschutz gewidmet, werden aber gleichwohl auch zum Baden genutzt.
Entlang des Ostufers von Gänsedrecksee und Kuhunter (die ja verschmolzen sind) wurde zu Naturschutzzwecken ein dichtes Gehölz angelegt. Hinter dem Gehölz folgt ein schmaler Feldstreifen und dann ein asphaltierter Feldweg, der auch als Radweg für die Rheinstrecke genutzt wird und dann der Rheinhauptdeich auf dem die Kreisstraße 2 verläuft.
Auch das Südufer des Kuhunter ist dem Naturschutz gewidmet. Gleichwohl wird der Bereich auch zum Baden genutzt.
In der Südwestecke des Kuhunter befindet sich ein Einstieg für Taucher und das Vereinslokal „Anglerstubb“ eines Angelsportvereins.

### Speyerlachsee

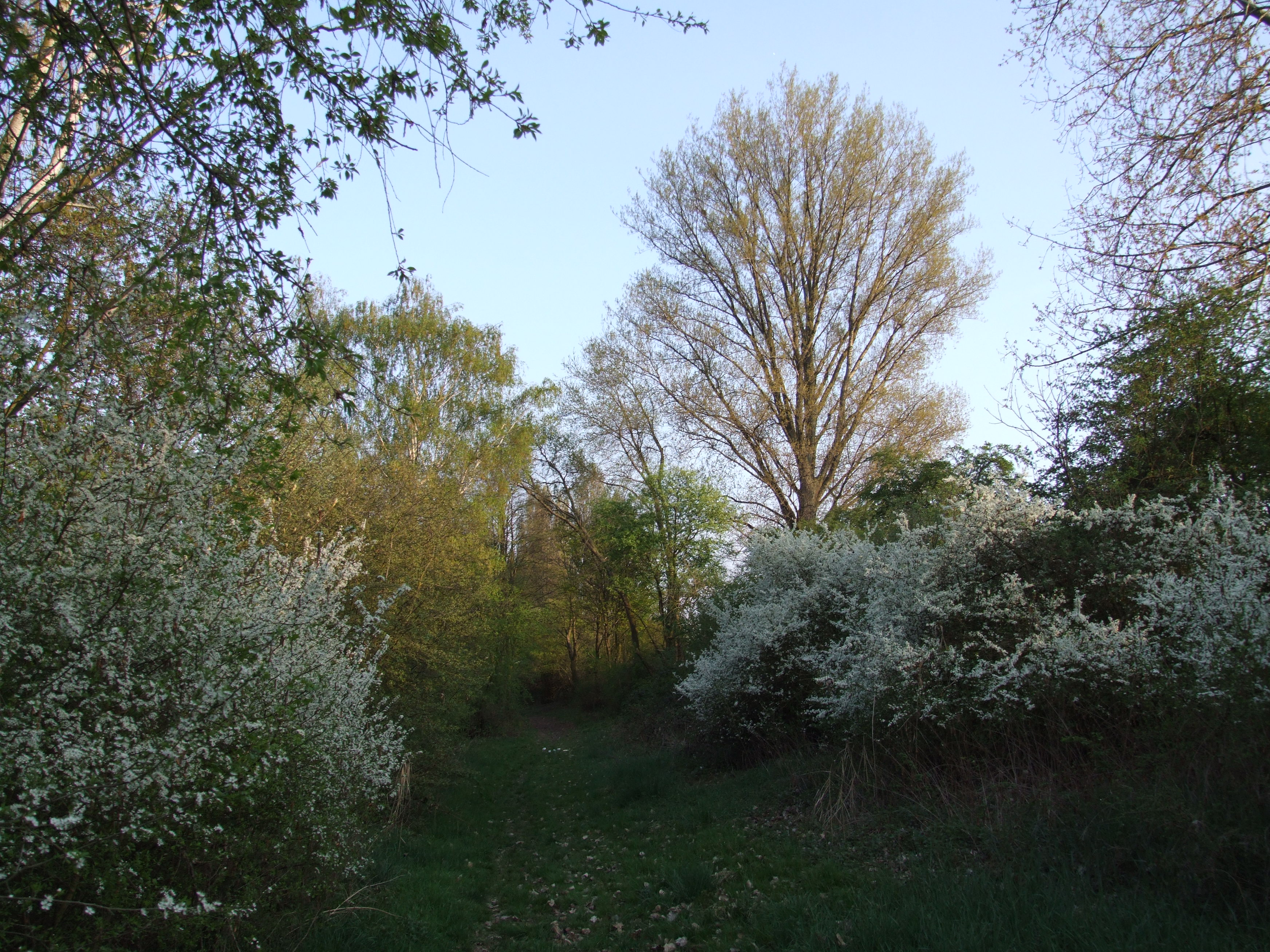
Das Waldstück zwischen Speyerlachsee und rechts der Geländeversprung zum Hochgestade der Niederterrasse

Der 9 ha große und max. 17 Meter tiefe Speyerlachsee, westlich des Sonnensees, und eines bebauten Bereichs zwischen südlichem Speyerlachsee, Sonnensee im Norden und den Seen Binsfeld und Kuhunter im Osten mit drei Seitenstücken zur Straße Binsfeld und der Straße Biersiederstück, schmiegt sich im Westen an das Hochgestade, der Westgrenze des Binsfeldes. Südlich von ihm befindet sich ein kleines Waldstück, an das sich ein großer öffentlicher Parkplatz anschließt, der im Sommer zeitweise gebührenpflichtig ist. Der am Süd- und Westufer bewaldete Speyerlachsee leidet wegen des starken Blättereintrages an Problemen mit dem Sauerstoffgehalt.
Ursprünglich verlief hier der Altrheinarm Speyerlache, der aber verlandete und einer fast nur aus Schilfgras bestehenden sauren Wiese Platz machte. Er wurde ausgebaggert um Material für den Autobahnbau der A 61 zu gewinnen. Am Ostufer folgt auf einen öffentlichen Bereich eine doppelreihige Bebauung mit versetzten ca. 230–250 m² großen Grundstücken.

## Rechtliches

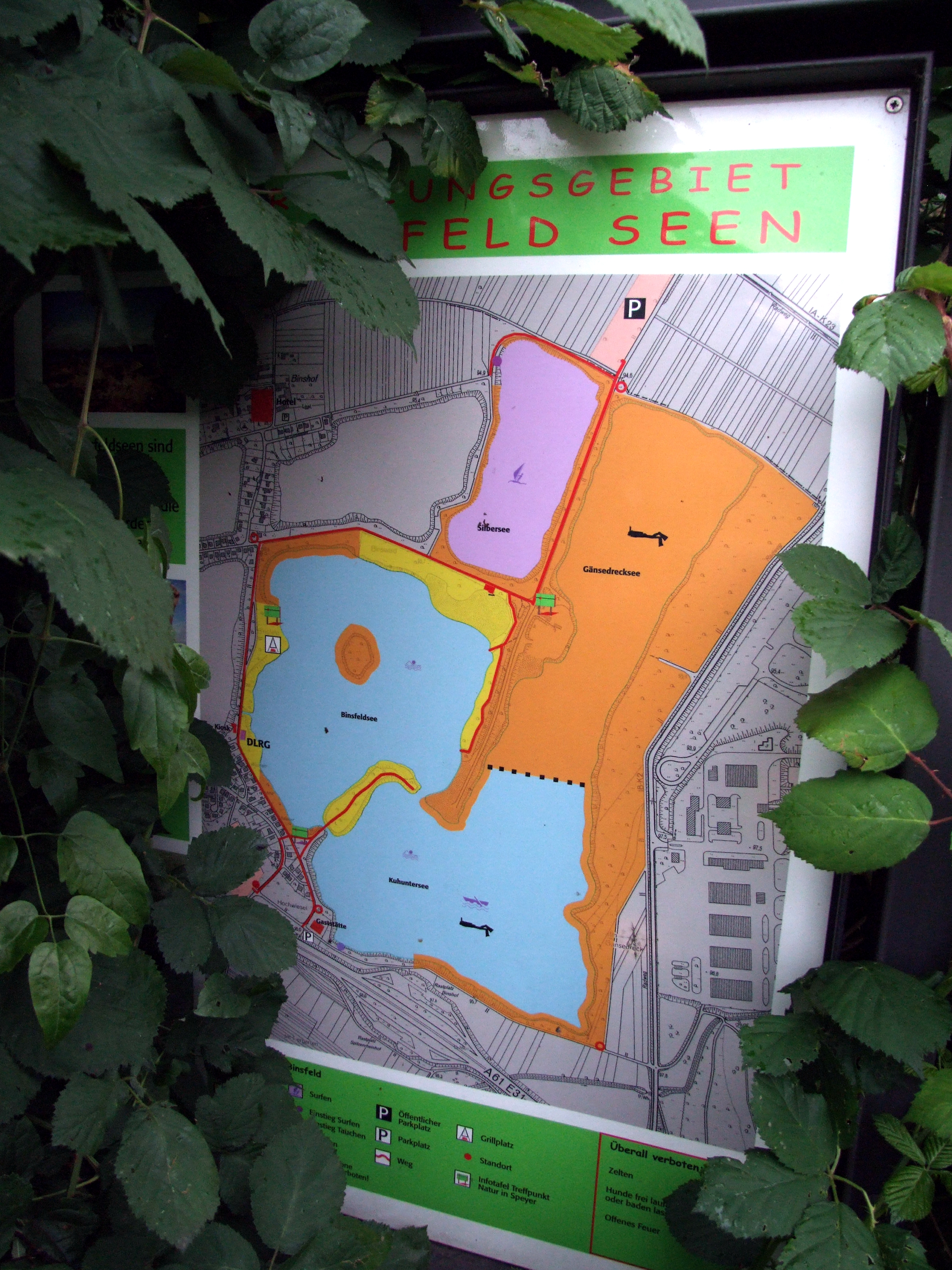
Nutzungsregelung für Silbersee, Binsfeld, Gänsedrecksee und Kuhunter; gelb: Strände/Gebiet für Badegäste, blau: Schwimmen zulässig; orange (vor allem Gänsedrecksee, aber auch weitere Ufer): Naturschutzzone; violett (Silbersee) : Surfen

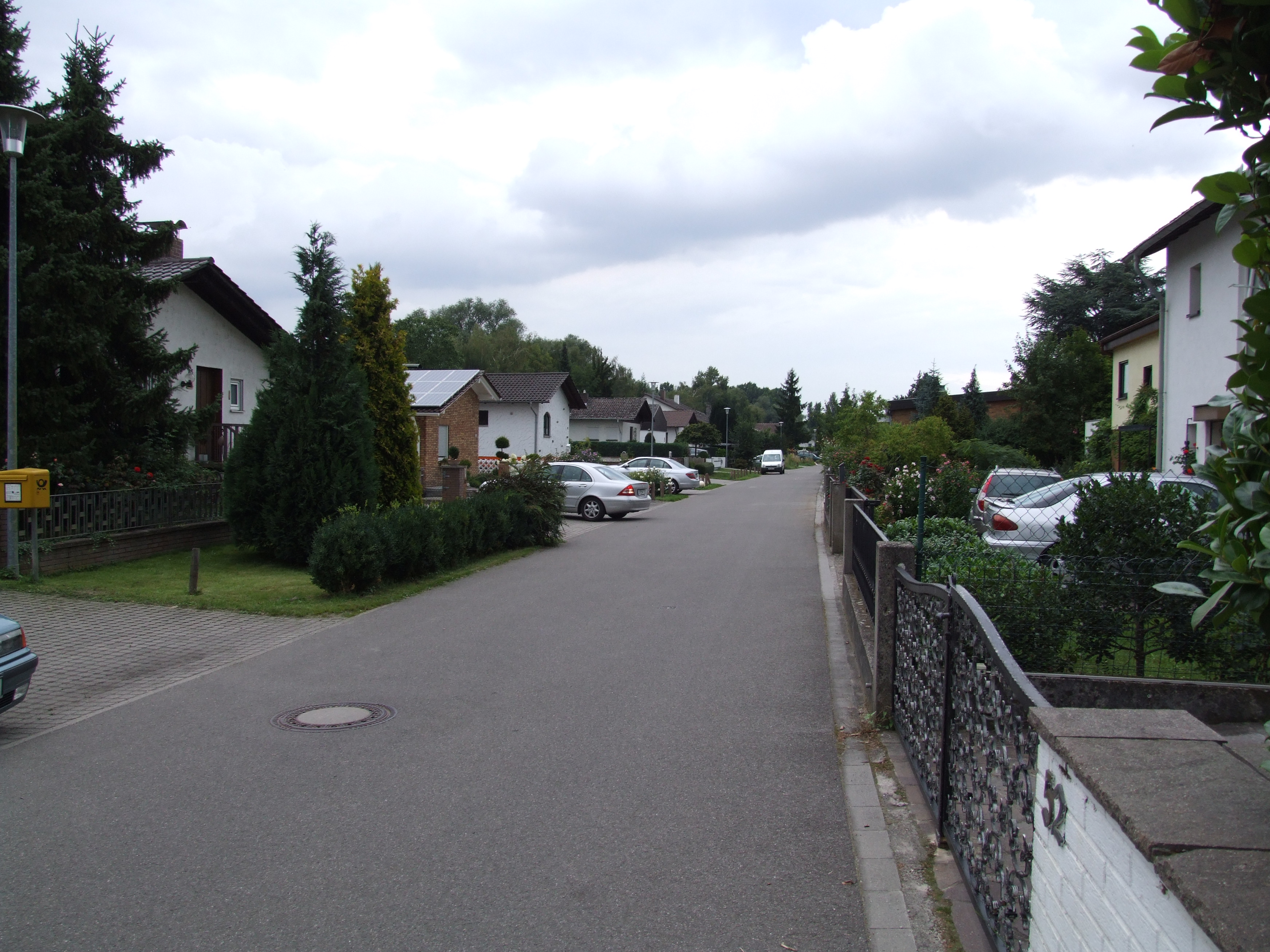
Teilstück der Straße Binsfeld zwischen Sonnensee und Speyerlachsee

### Naherholung und Naturschutz
Das Binsfeld ist Bestandteil des Landschaftsschutzgebietes „Pfälzische Rheinauen“ und Teil eines EU-Vogelschutzgebietes. Der Bewuchs des Höhenversprungs von Rheinniederung zum Hochgestade westlich des Speyerlachsees ist aus Gründen des Naturschutzes zum geschützten Landschaftsbestandteil erklärt worden. Problematisch ist für den südlichen Bereich des Gebietes der sehr starke Lärmeintrag der Bundesautobahn 61.

### Baurecht im bebauten Gebiet des Bebauungsplans „Im Binsfeld III“ und vieljährige und vielfache Auseinandersetzungen
Der Bebauungsplan „Im Binsfeld III“ erstellt im Januar 1976 und als Satzung beschlossen am 19. Juli 1977 stuft das Baugebiet als Sondergebiet Wochenendhausgebiet ein. Ergänzend wurde eine Gestaltungssatzung vom 7. Dezember 1977 erlassen. Die Größe der Häuser ist im Plan auf 60 m² beschränkt. Die Garage darf 0,1 der Grundstücksfläche nicht überschreiten. Nebenanlagen sind unzulässig. Terrassen dürfen nur zu max. 8 m² überdacht sein.
Von Anfang an zogen es aber viele Bewohner vor, in dem schön gelegenen Gebiet länger zu wohnen. Dies verstärkte sich noch, als Strom und Telefon gelegt wurden, später Hausbrunnen durch Trinkwasser ersetzt wurden und schließlich noch die Bezirksregierung die Stadt zwang, die Fäkaliengruben durch eine Kanalisation zu ersetzen. Bei dieser Gelegenheit wurden auch erstmals die Straßen asphaltiert, die Bewohner konnten vom teuren Flüssiggas auf Erdgas umsteigen und auch eine Straßenbeleuchtung wurde installiert.
Mit Urteil hat das Verwaltungsgericht Neustadt aufgrund mündlicher Verhandlung vom 15. Dezember 1983 zum Bebauungsplan festgestellt:
"Der Bebauungsplan „Im Binsfeld III“ entfällt indessen als rechtfertigender Grund für die Verwaltungsentscheidungen, weil er nicht rechtsverbindlich ist. Ihm ermangelt es ebenso wie seinen Vorgängern aus den Jahren 1969 und 1972 an einer ordnungsgemäßen Bekanntmachung nach § 17 BBauG. Dies ergibt sich daraus, dass die Bekanntmachung dieses Planes von 7. (14. und 15. Dezember 1977) ohne eine ausreichende Umschreibung des Plangebietes erfolgt ist. Wie der bei den Bebauungsplanakten befindliche Bekanntmachungstext ausweist, ist der Plan lediglich unter der Bezeichnung „Binsfeld III“ ohne jegliche nähere Abgrenzung des Planbereichs bekannt gemacht worden. Gleiches gilt für die Bekanntmachungen vom 19. Februar 1969 und 29. März 1972. Dies ist nicht ausreichend (zum Ganzen vgl. BVerwGE 55, 369, 370 f. - DVBl. 78, 815; OVG Rheinland-Pfalz, Urteil vom 15. Dezember 1977, BRS 32 Nr. 12 und vom 1. Dezember 1981, - 10 C 16/81 -).
…
Daraus folgt, dass der Bebauungsplan, den die Beklagte zur alleinigen Grundlage ihrer Ermessensentscheidung nach § 113 Satz 1 LBauO gemacht hat, unwirksam ist."
Mit der Feststellung der Nichtigkeit aller drei bis dahin entwickelten Bebauungspläne waren Art und Maß der baulichen Nutzung aller bis dahin verwirklichten baulichen Vorhaben allein nach § 34 BauGB, also den Regelungen für den unbeplanten Innenbereich, zu beurteilen.
Das Oberverwaltungsgericht Koblenz führte mit Urteil vom 19. Juli 1984 aus:
„Im Hinblick darauf, daß der für das fragliche Gebiet erstellte Bebauungsplan Binsfeld III mangels ordnungsgemäßer Bekanntmachung (§ 12 BauGB) im Zeitpunkt der letzten Verwaltungsentscheidung am 26. Januar 1980 (Zustellung des Widerspruchbescheides) unwirksam war (vgl. im Einzelnen Urteil des Verwaltungsgerichts Neustadt a.d. Weinstraße vom 15. Dezember 1983 -2 K 209/78- das Inhalt der Gerichtsakte ist - Bl. 101 ff. - ist) und durch (nachträgliche) Bekanntmachung vom 13. Juni 1984 auch nicht rückwirkend in Kraft gesetzt werden konnte, war die bauplanungsrechtliche Zulässigkeit der baulichen Anlage der Kläger – auch hinsichtlich der Nutzung – nach § 34 Abs. BauG zu beurteilen.“
Der Oberbürgermeister reagierte, indem er den alten Plan ohne erneute Abwägung oder Beschlussfassung am 13. Juni 1984 erneut ausfertigte und auslegte. Dieser Plan wurde nicht innerhalb eines Jahres juristisch angegriffen und wurde damit direkt unanfechtbar.
Gemäß Aussage der Bürgerinitiative Interessengemeinschaft Binsfeld vom 25. Februar 2004 wären von 216 Haushalten, die die Anfrage beantwortet hatten, 170 Dauernutzer und 46 Wochenendnutzer.
Gemäß Aussage der Stadtverwaltung zu einer Einwohneranfrage zu Frage 6 in der Stadtratssitzung vom 16. November 2004 waren im Gebiet des Bebauungsplanes Binsfeld 3 zum Zeitpunkt der Beantwortung 140 Einwohner mit Hauptwohnsitz und 31 mit Nebenwohnsitz gemeldet.
Gemäß Vorlage der Stadtverwaltung an den Bau- und Planungsausschuss zur Sitzung am 16. April 2008 waren zum Stand 31. März 2008 von den 247 Anwesen im Plangebiet 241 kontrolliert worden. Davon waren 29 Anwesen ohne Beanstandung, bei 24 Anwesen wurden kleinere Mängel festgestellt. Die 178 Anwesen mit Mängeln ließen sich wie folgt einteilen: In 76 Fälle wurden Dauerwohnsitze gemeldet. In 105 Fällen wurden Nebenanlagen festgestellt (Garten- und Gerätehäuschen). Außerdem wurde 11 Hauseingangsüberdachungen von 2 bis 18 m² festgestellt. 64 sonstige Überdachungen überschritten die zulässige Terrassenüberdachung von 8 m² oder wurden als zusätzliche Überdachung errichtet. Es wurden 22 Wintergärten errichtet. In 43 Fällen wurden ungenehmigte Anbauten errichtet. In 20 Fällen wurden Terrassenunterkellerungen geschaffen, die in zwei Fällen als Wohnraum genutzt wurden. In 15 Häusern wurde der Speicher als Wohnraum genutzt. In 127 Fällen wurden Kellerräume als Aufenthaltsräume genutzt, insbesondere als Schlaf- oder Hobbyräume. In 59 Fällen wurden Garagen als Aufenthaltsräume genutzt. 16 ungenehmigte Carports wurden errichtet. 8 Garagen wurden unterkellert, wovon 2 als Wohnraum genutzt wurden.
Bis heute (2011) sind eine Vielzahl juristischer Verfahren zwischen Bewohnern und Stadt anhängig.
Die Stadt Speyer hat den Eigentümern eines Anwesens im Bebauungsplangebiet „Im Binsfeld“ zu Unrecht aufgegeben, die Nutzung ihrer Garage zu Aufenthaltszwecken rückgängig zu machen. Dies beruht allerdings nicht auf der Ungültigkeit des Bebauungsplanes. Vielmehr hat die Stadt ihr eigenes Konzept zur Wiederherstellung baurechtmäßiger Zustände im Binsfeld nicht zutreffend angewandt. Dies entschied das Oberverwaltungsgericht Rheinland-Pfalz in Koblenz.
Das von den Klägern bewohnte Anwesen, welches sich im Bereich des Wochenendhausgebietes Binsfeld in Speyer befindet, wurde ursprünglich als Wochenendhaus genehmigt, wobei Aufenthaltsräume nur im Erdgeschoss des Hauptgebäudes vorgesehen waren. Bei einer Ortsbesichtigung im Jahre 2006 stellte die beklagte Stadt fest, dass die Kläger mittlerweile auch einen Teil der Garage sowie einen Kellerraum zu Aufenthaltszwecken nutzten. Die Beklagte erließ deshalb gegen die Kläger eine bauaufsichtliche Verfügung mit dem Ziel, dass das Wochenendhaus wieder in den ursprünglichen Nutzungszustand zurückversetzt werden sollte. Den daraufhin von den Klägern gestellten Antrag auf nachträgliche Genehmigung der geänderten Nutzung der Garage und Kellerräume lehnte die Beklagte ab. Die hiergegen erhobene Klage hat das Verwaltungsgericht abgewiesen. Die Berufung der Kläger führte teilweise zum Erfolg.
Die Beklagte habe das ihr gesetzlich eingeräumte Ermessen dadurch fehlerhaft ausgeübt, dass sie den Klägern aufgegeben habe, die Garage nicht mehr als Aufenthaltsraum zu nutzen. Zwar verstoße diese Nutzung gegen die Regelung des Bebauungsplans „Im Binsfeld“ über den Umfang der zulässigen Wohnfläche und könne deshalb nicht bauaufsichtlich genehmigt werden. Auch sei dieser Plan nicht wegen „Funktionslosigkeit“ unwirksam geworden. Denn trotz der Nutzung eines Teils der Anwesen im Plangebiet als Dauerwohnsitze habe das Binsfeld seinen Charakter als Wochenendhausgebiet nicht offensichtlich verloren, weil die Erweiterung der Nutzung überwiegend nach außen nicht erkennbar sei. Außerdem habe die Beklagte die Nutzungsänderungen nur in Einzelfällen genehmigt oder geduldet. Deshalb habe der Bebauungsplan seine steuernde Wirkung nicht verloren.
Jedoch sei die bauaufsichtliche Verfügung ermessensfehlerhaft, weil die Beklagte mit ihrem Verlangen, das Anwesen nur im ursprünglich genehmigten Umfang zu nutzen, ihr eigenes Sanierungskonzept missachtet habe. Danach sollten bei der Umnutzung der Garagen nur Verstöße gegen die bauordnungsrechtlichen Abstandsvorschriften geahndet werden, was bei den Klägern wegen der Bereitschaft ihres Nachbarn zur Bewilligung einer Abstandsflächenbaulast aber nicht möglich sei. Was die gegen den Bebauungsplan verstoßende Erweiterung der Wohnfläche im Gebäudeinneren anbelange, habe sich die Stadt dahin festgelegt, gegen die Schaffung zusätzlichen Wohnraums in Kellern und Speichern nicht vorzugehen. Dann verstoße es jedoch gegen den Gleichheitssatz, gegen eine Wohnflächenerweiterung in der Garage einzuschreiten, obwohl auch hierbei das äußere Erscheinungsbild des genehmigten Hauses unverändert bleibe. Rechtlich nicht zu beanstanden sei hingegen die Aufforderung, die Terrassenüberdachung zu beseitigen. Diese weise eine Fläche von 24 m² auf, obwohl die im Binsfeld gültige Gestaltungssatzung Überdachungen von lediglich 8 m² zulasse.
Dazu hat OVG Rheinland-Pfalz zuletzt am 22. November 2011 entschieden.

## Die Straße Binsfeld

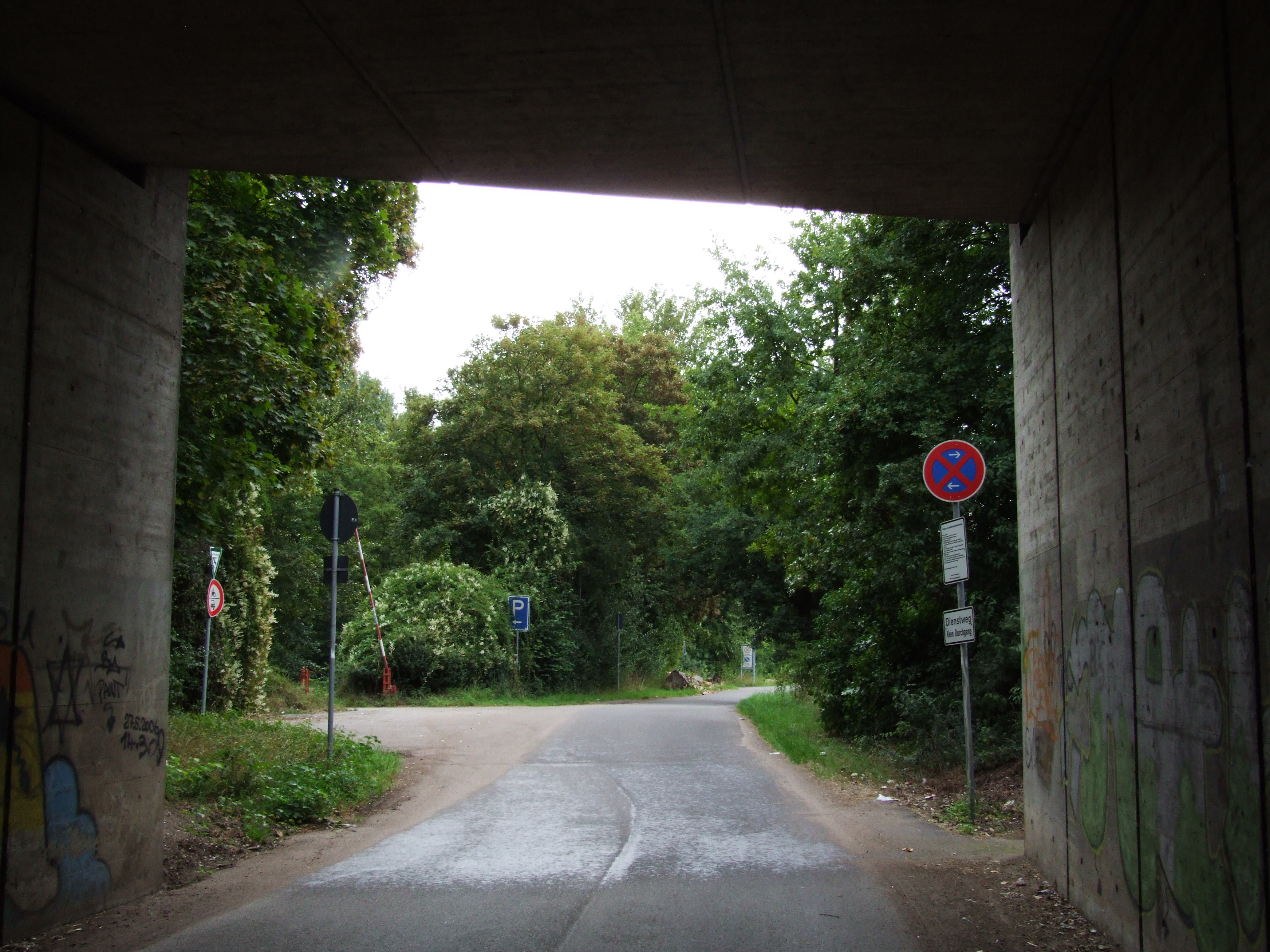
Zwei Brücken unterqueren den Fahrdamm der Bundesautobahn 61 zwischen Hochgestade und Rheinbrücke Speyer, die südliche Grenze des Gebietes Binsfeld. Diese hier unterquert die A 61 direkt unterhalb des Hochgestades. Links zu sehen eine der beiden Schranken zum großen südlichen öffentlichen Parkplatz

Sie verläuft zwischen Otterstadt und der Autobahnbrücke der Bundesautobahn 61 unmittelbar unterhalb des Hochgestades.
Vor der Südseite der Brücke kreuzen sich der asphaltierte Feldweg, der auf der Südseite des Autobahndammes von der Waldseer Straße in Speyer-Nord bis zur Kreisstraße am Rheinhauptdeich verläuft, mit dem vom Spitzrheinhof und weiter vom Otterstadter Weg kommenden Feldweg.
Unmittelbar nach der Unterquerung der Autobahn zweigt ein Feldweg westlich ab, der zum Hochgestade ansteigt und entlang der Nordseite der Autobahn weiter verläuft. Einige Meter weiter befinden sich westlich zwei Zufahrten zu dem großen öffentlichen Parkplatz für den südlichen Bereich des Binsfeldes. Kurz danach zweigt ein asphaltierter Feldweg nach Osten ab, der zum Vereinsheim des Angelvereins, der Anglerstub, führt, das an der Südwestecke des Sees Kuhunter liegt, ab dort beschrankt ist und dann weiter entlang des Südufers dieses Sees bis zur Kreisstraße 2 verläuft, die dort auf dem Rheinhauptdeich in Nord-Süd-Richtung verläuft.
Wenige Meter nach dieser Abzweigung beginnt das Wohngebiet, in dem die Straße als 30-km/h-Zone und als Parkverbotszone ausgewiesen ist.
Richtung Kuhunter nach Osten zweigt ein kleiner Stichweg ab, der zum Binsfeld dazuzählt.
Ebenfalls nach Osten zweigt die kleine Straße Biersiederstück ab, die die Straße Binsfeld südlich des Sonnensee nach einem Bogen wieder erreicht.
Nach Westen Richtung Speyerlachsee zweigt eine weitere kleine Sackgasse ab, die aber auch zur Straße Binsfeld gehört.
Die Straße Binsfeld verläuft dann ab Höhe des Sonnensees gerade zwischen dem Speyerlachsee und dem Sonnensee. Die Bebauung am Westufer des Sonnensees auf ca. 500 m² großen Grundstücken ist die älteste im Binsfeld. Die Häuser entlang des Speyerlachsees sind dagegen versetzt als Doppelreihe auf 230–250 m² großen Grundstücken gebaut.
Am Ende des Sonnensees biegt der Wildentenweg ab, der östlich zwischen dem Nordufer des Sonnensees und dem Südufer des Mondsees verläuft.
Am Ende des Speyerlachsees zweigt westlich eine weitere beidseits bebaute Stichstraße ab, die zur Straße Binsfeld zählt. Die südliche Bebauung ist dem östlichen Nordufer des Speyerlachsees zugewandt, die nördliche der Feldflur.
Entlang des Mondsees setzt sich die Bebauung auf der Ostseite einreihig fort bis zum Ende des Mondsees, wo die Straße Germanswiese abzweigt, die das Nordufer des Mondsees und den dort gelegenen Dauercampingplatz erschließt.
Auf der Westseite dieses Abschnittes der Straße Binsfeld war lange Zeit nur Feld, bis auch dort eine Hausreihe erbaut wurde bis zum nördlichen Ende des gegenüberliegenden Dauercampingplatzes.
Am Ende der Einzäunung des Dauercampingplatzes enden die 30-km/h- und Parkverbotszone.
Die Straße verläuft übers Feld westlich vom Parkplatz des Wellnesshotels und der Pferdewiesen des Bauernhofes, um sich mit einer Straße vom Binshof zu vereinen, um im Norden aus der Rheinniederung zum Hochgestade anzusteigen, wo sie auf die Kreisstraße 2 trifft, die an dieser Stelle in Ost-West-Richtung die Südgrenze der Bebauung von Otterstadt schneidet. Östlich des Anstiegs befinden sich Kleingärten und ein Vereinsheim, westlich Felder.

### Ausbauzustand
Die Straße Binsfeld war lange Zeit ein Feldweg, an dem auf hölzernen Telegraphenmasten die Telefonleitungen Richtung Otterstadt verliefen. Noch zur Zeit als Feldweg wurde aber ein Stromkabel und später eine Trinkwasserleitung im Wegkörper verlegt, mit deren Hilfe die Bewohner ihre Hauswasserbrunnen ablösen konnten, die wegen des stark kalk- und eisenhaltigen Wassers problematisch waren.
Als die damalige Bezirksregierung die Stadt zwang, die Fäkaliengruben durch eine Kanalisation zu ersetzen, wurde ein Druckkanal von Otterstadt über das Binsfeld unter der Straße nach Speyer verlegt. Über diesen Kanal wurde auch Otterstadt an die Speyerer Kläranlage angeschlossen. Die Abwässer der Häuser werden in einem zweiten Kanal gesammelt und über eine Pumpe in den Hauptkanal gedrückt. Bei dieser Gelegenheit wurden auch erstmals die Straße asphaltiert, und die Bewohner konnten vom teuren Flüssiggas auf das mitverlegte Erdgas umsteigen. Auch eine Straßenbeleuchtung wurde erstmals installiert. Das Oberflächenwasser der Straße wird in Vertiefungen auf der Westseite der Straße abgeführt.
Problematisch ist für den südlichen Bereich des Gebietes der sehr starke Lärmeintrag der Bundesautobahn 61.

### Galerie Straße

Bildgalerie zur Straße Binsfeld
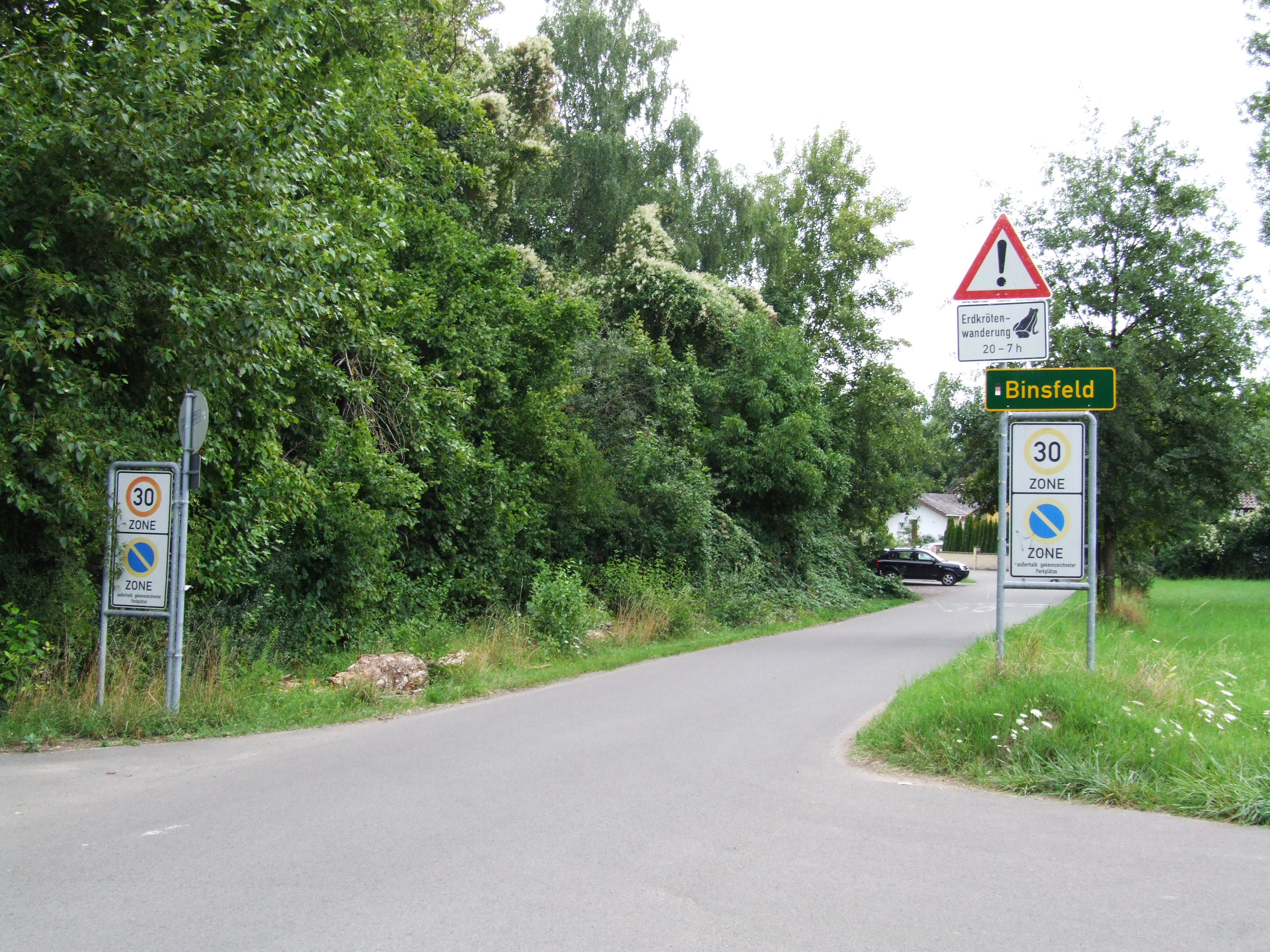
Straße Binsfeld, Einfahrt von Süden in die 30-km- und Parkverbotszone, das Gebüsch links verbirgt den großen südlichen Parkplatz
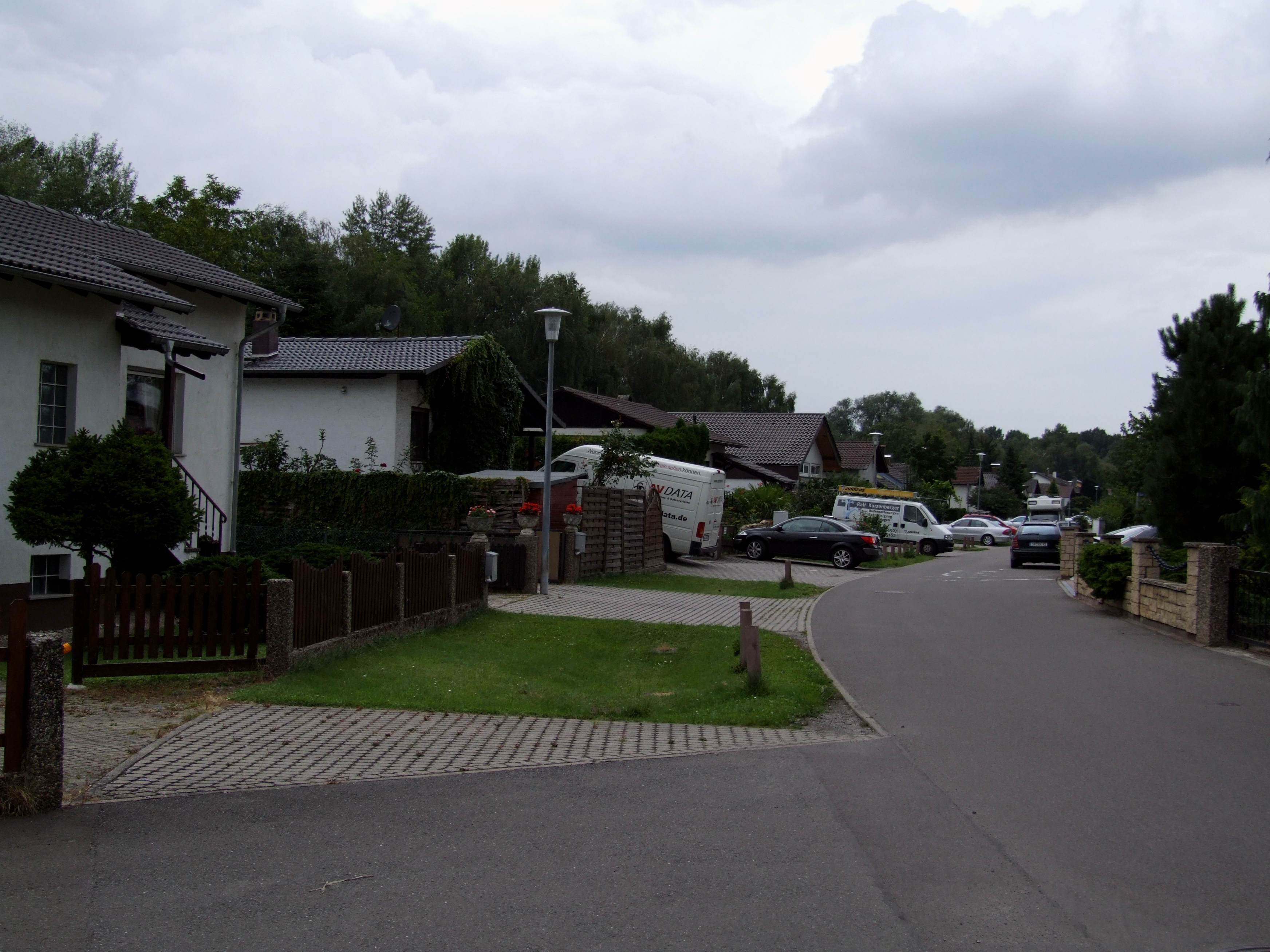
Straße Binsfeld, Höhe Abzweig Richtung Speyerlachsee
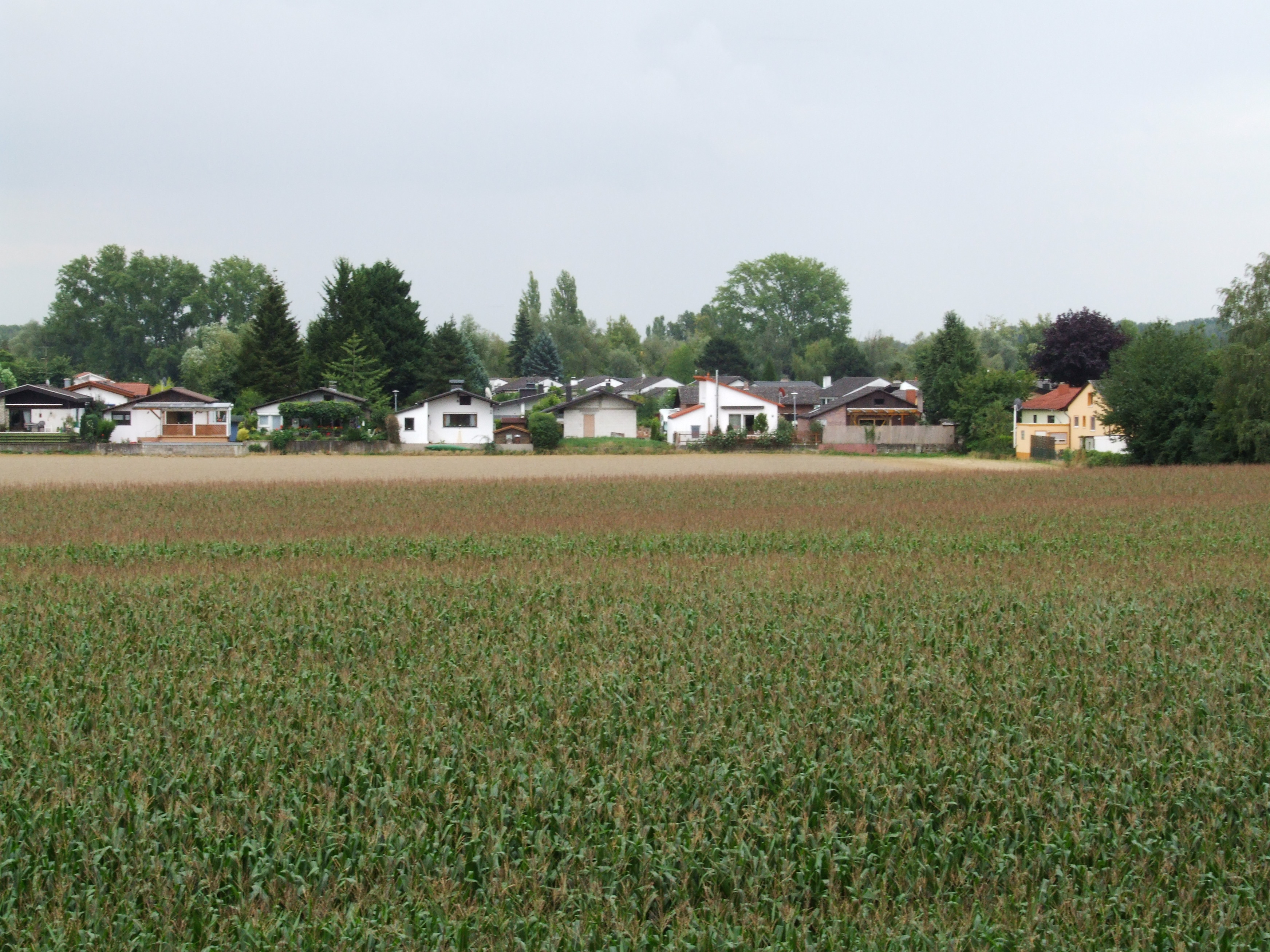
Häusergruppe an der Straße Binsfeld zur Feldflur hin, dahinter die Baureihe am Mondsee
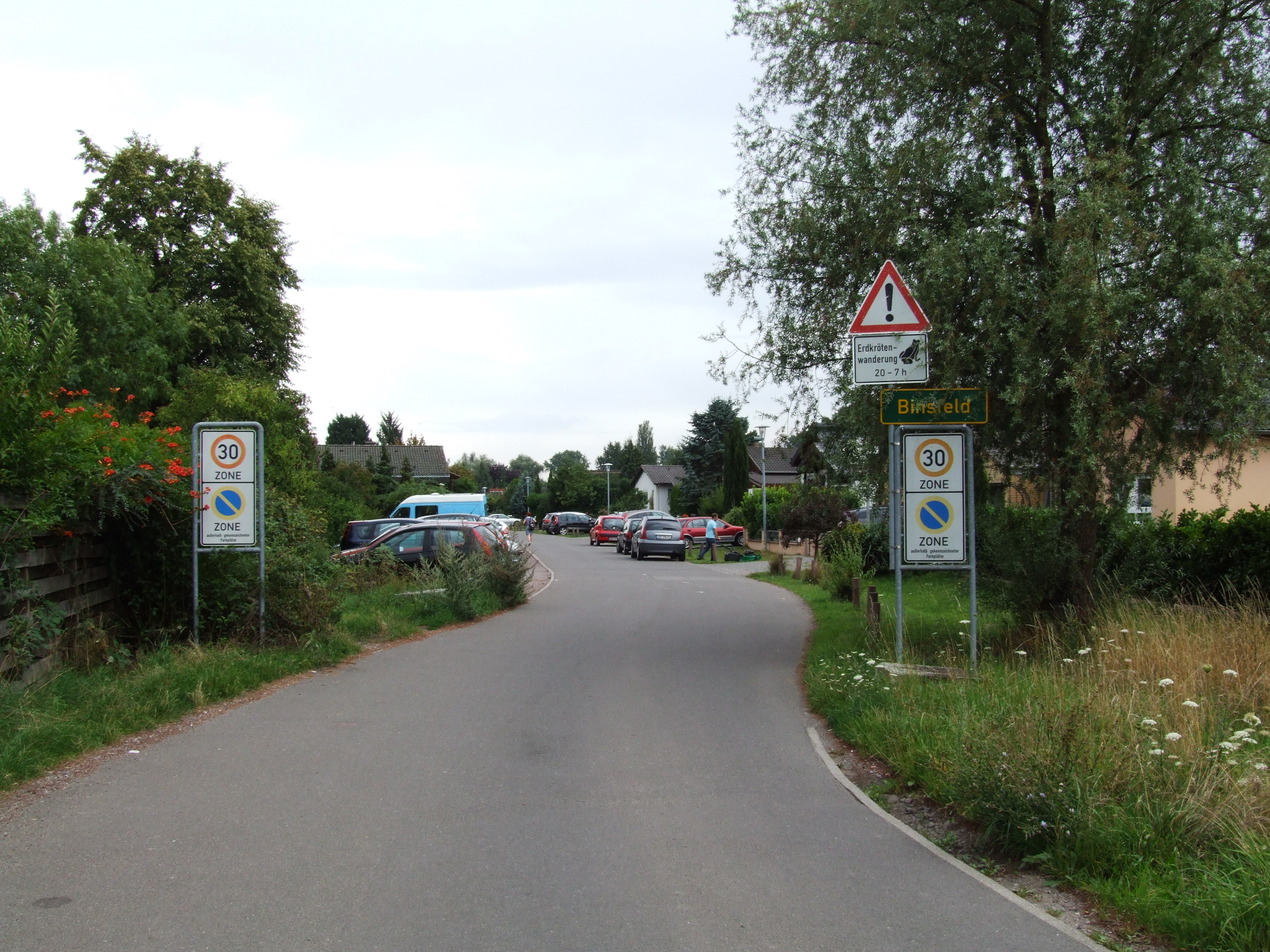
Straße Binsfeld, Einfahrt zur Wohnbebauung von Norden, links Parkplätze der Dauercampinganlage, rechts das erste Haus zwischen Straße und Feldflur

## Weblinks

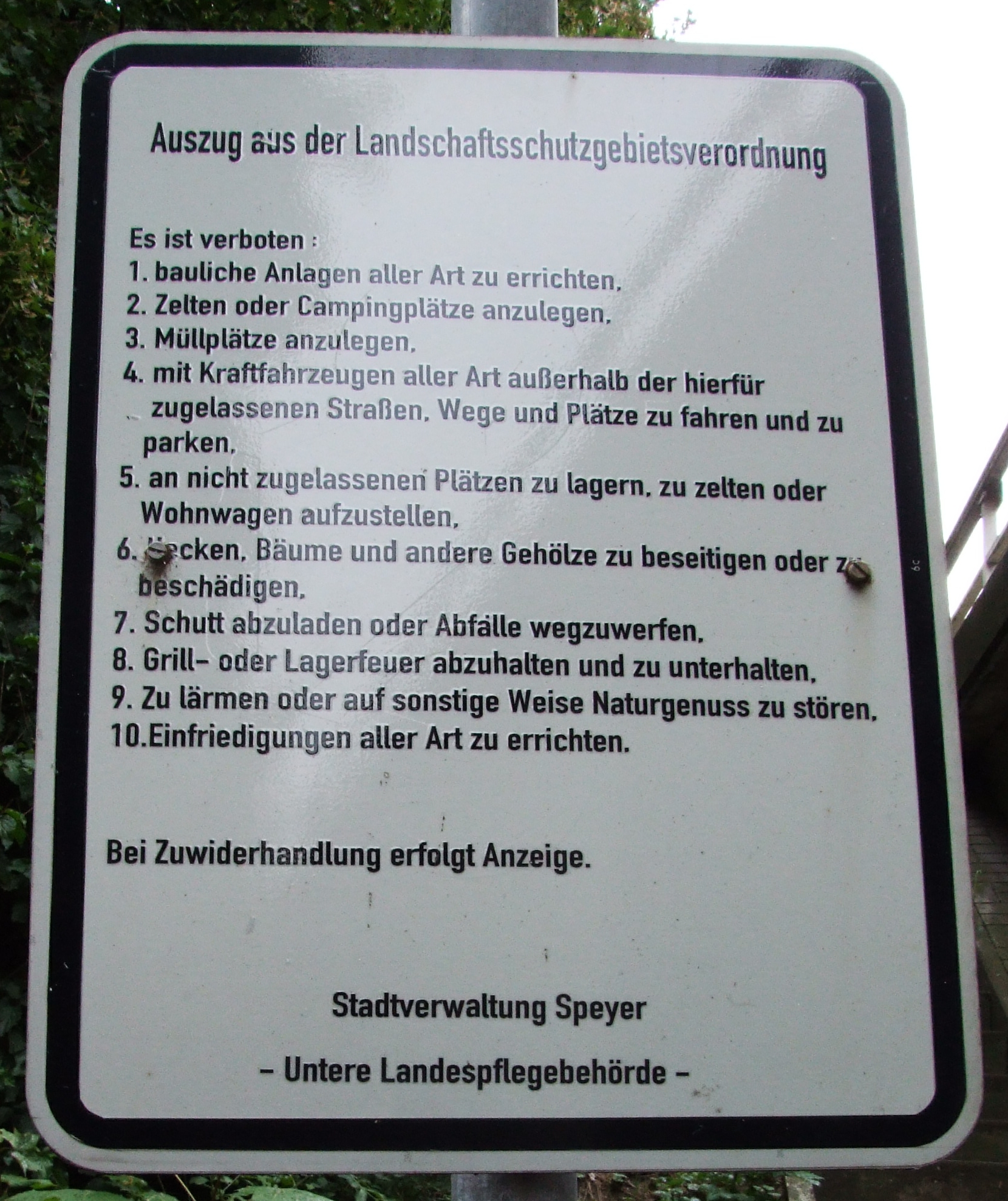
Auszug aus der Landschaftsschutzgebietsverordnung

### Rechtsgrundlagen
- Rechtsverordnung über die Regelung des Gemeingebrauches an Gewässern im Naherholungsgebiet „Im Binsfeld“ in der Gemarkung Speyer

### Badewasserqualität
- Badewasserqualität Biersiedersee
- Badewasserqualität Binsfeld
- Badewasserqualität Mondsee
- Badewasserqualität Silbersee
- Badewasserqualität Sonnensee
- Badewasserqualität Speyerlachsee

### Angeln
- Website des Angelsportvereins, der das Gebiet gepachtet hat.